# Léa Seydoux
Vous lisez un « bon article » labellisé en 2022.
Pour les articles homonymes, voir Seydoux.
Léa Seydoux est une actrice française née le 1er juillet 1985 à Paris.
Issue d'une grande famille d'industriels liée au cinéma, elle commence sa carrière au milieu des années 2000 et se fait rapidement repérer en 2008 avec La Belle Personne de Christophe Honoré, dans un rôle de jeune fille mélancolique et grave qui devient dès lors l'un des plus fréquents de son répertoire. En plus de lui ouvrir les portes du cinéma français, ce film lui offre plusieurs opportunités à Hollywood, où elle enchaîne des rôles secondaires dans de prestigieuses productions américaines telles qu'Inglourious Basterds (2009) de Quentin Tarantino, Robin des Bois (2010) de Ridley Scott et Mission impossible : Protocole Fantôme (2011) de Brad Bird.
En 2013, sa notoriété internationale éclate avec La Vie d'Adèle, récit d'apprentissage d'amours lesbiennes présenté au Festival de Cannes par Abdellatif Kechiche. Le jury présidé par Steven Spielberg décide de remettre la Palme d'or au film, mais aussi, pour la première fois dans l'histoire du festival, de la faire partager entre le réalisateur et les deux actrices principales, dont Léa Seydoux.
Ce triomphe critique l'accompagne dans la suite de sa carrière, qui la porte aussi bien vers des superproductions comme deux films James Bond que dans des projets plus intimistes et éclectiques, la ramenant à de nombreuses reprises au Festival de Cannes, dont elle devient l'une des figures coutumières. Régulièrement louée pour la qualité de son jeu d'actrice, qui lui vaut d'être nommée cinq fois pour un César ainsi qu'à un BAFTA du cinéma et un BAFTA du jeu vidéo, elle collabore notamment avec des réalisateurs renommés tels que Wes Anderson, Rebecca Zlotowski, Benoît Jacquot, David Cronenberg, Arnaud Desplechin, Yórgos Lánthimos, Denis Villeneuve ou encore Hideo Kojima.

## Biographie

### Jeunesse et formation
Léa Seydoux, de son nom complet Léa Hélène Seydoux Fornier de Clausonne, naît le 1er juillet 1985 dans le 16e arrondissement de Paris. Elle est originaire de deux des plus grandes familles de la bourgeoisie d'affaires française : les Schlumberger et les Seydoux, croisées à la fois par ses parents et ses arrières-grands-parents. Sa mère, Valérie Schlumberger, a travaillé comme styliste-couturière et mannequin — elle apparaît brièvement dans À nos amours de Maurice Pialat, film sur lequel elle était costumière,, —, et lors de l'enfance de Léa Seydoux elle se consacre surtout à des activités caritatives au Sénégal,. Son père Henri Seydoux est ingénieur et entrepreneur, fondateur notamment de l'entreprise de haute technologie Parrot. Lors de leur mariage en 1982, sa mère a déjà deux filles et un fils d'une précédente union et aura deux autres filles avec Henri Seydoux, Léa et sa sœur aînée Camille ; par la suite, son père a deux fils d'un second mariage.

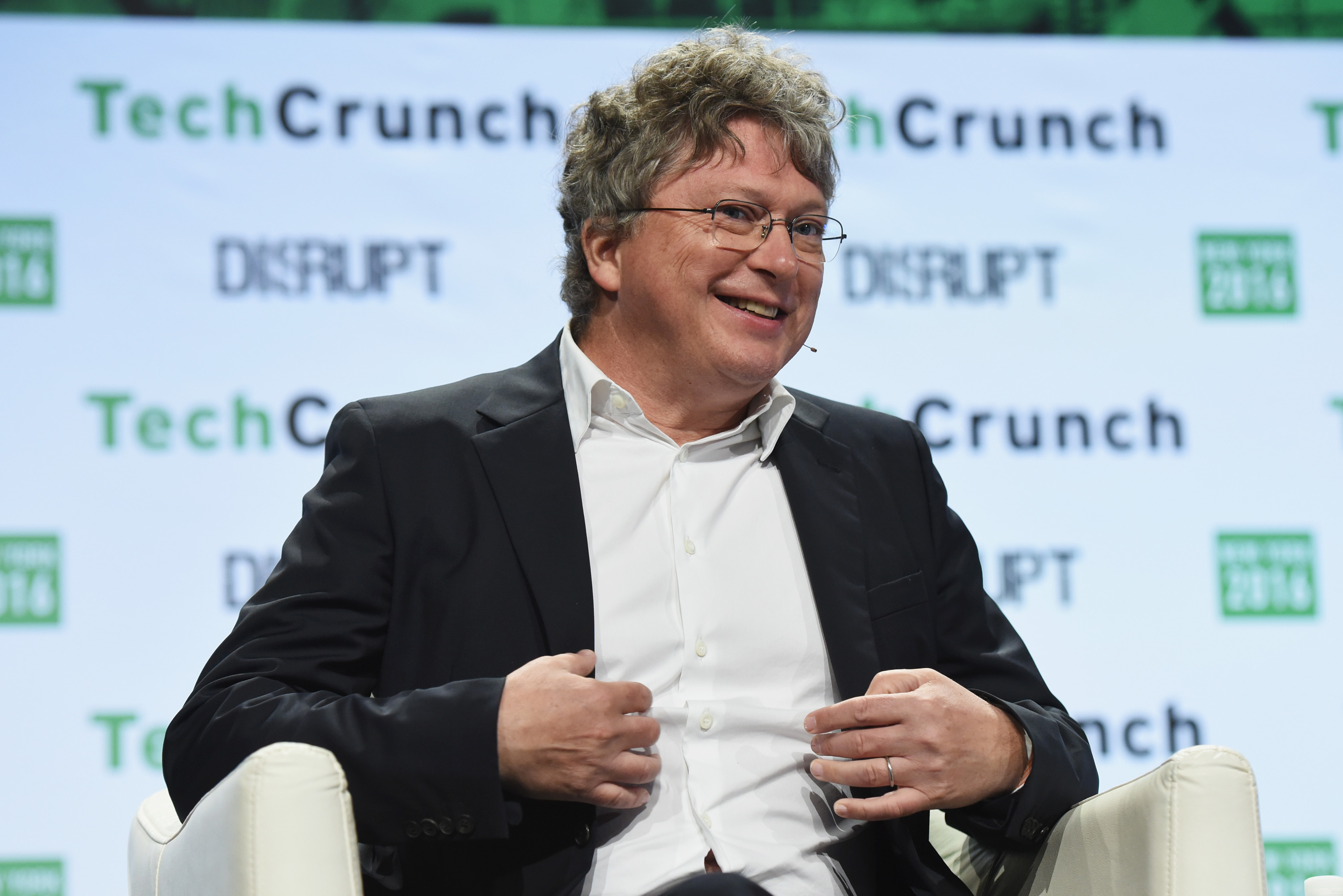
Le père de Léa Seydoux, Henri Seydoux (ici en 2016) est le cofondateur de la société de technologie Parrot.

Cette ascendance lie Léa Seydoux à de nombreuses personnes d'influence dans l'industrie culturelle française. Par son père, elle est ainsi la petite-fille de Jérôme Seydoux, président du groupe producteur et distributeur de films Pathé ; la petite-nièce de Nicolas Seydoux, président du conseil de surveillance du groupe rival Gaumont, ainsi que de Michel Seydoux, producteur de cinéastes indépendants et notamment du film Dune de Jodorowsky ; et la cousine de Sidonie Dumas, fille de Nicolas Seydoux et directrice générale de Gaumont. Le père et le grand-père de Léa Seydoux étant cependant en froid à la suite du décès de sa grand-mère, dans un conflit qui les amène notamment à ne pas se voir pendant dix ans, l'actrice dit ne pas être proche de Jérôme Seydoux et ne lui devoir en rien sa propre carrière. Par sa mère, Léa Seydoux est aussi la belle-sœur de l'écrivain Serge Bramly et la tante de l'écrivaine Carmen Bramly. Si les familles Seydoux et Schlumberger restent relativement méconnues en-dehors des cercles industriels, plusieurs journaux relèvent que la mise en lumière médiatique intense de Léa Seydoux en France à partir du Festival de Cannes 2013 les sort de l'ombre et dévoile auprès du grand public leur influence dans des secteurs tels que le cinéma, le football (les clubs du LOSC et de l'Olympique lyonnais), la haute technologie (Parrot mais aussi PrestaShop), la restauration (Big Mamma) ou encore la mode (plusieurs marques indépendantes de prêt-à-porter),.

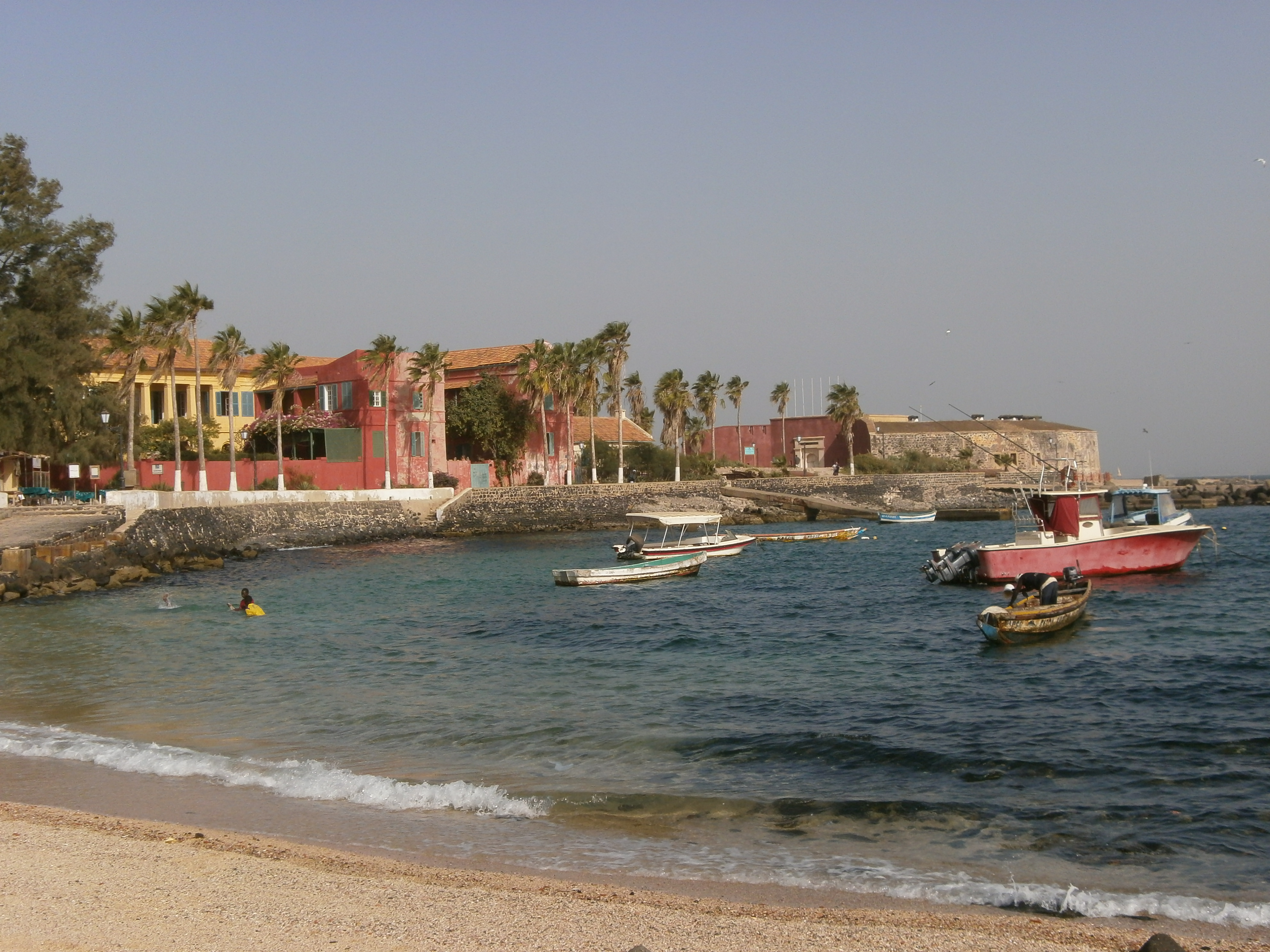
Dans son enfance, Léa Seydoux passe plusieurs mois par an sur l'île de Gorée, face à Dakar au Sénégal, où sa mère se consacre à des activités caritatives.

Ses parents, souvent absents, divorcent quand Léa Seydoux a trois ans, et elle est alors élevée par sa mère Valérie. Celle-ci réside une partie de l'année sur l'île de Gorée, au Sénégal, ; sa fille l'y rejoint régulièrement,. Elle passe également plusieurs étés aux États-Unis, dans le Maryland, où son père l'envoie en colonie de vacances pour y apprendre l'anglais, aux côtés d'une cousine. À Paris, Valérie Schlumberger élève ses cinq filles dans un grand appartement du Ve arrondissement, près du lycée Fénelon, dans un mode de vie décrit par ses enfants comme ascétique et qui conduit Léa Seydoux à paraître comme une marginale à l'école ; sa mère ne l'encourage d'ailleurs pas particulièrement à suivre le système scolaire assidument. Elle étudie notamment au Cours Carnot dans le XVIIe arrondissement et y laisse l'impression d'une enfant réservée et indolente, manquant d'assurance du fait d'une vie de famille éparpillée. Entretemps, son père se remarie avec la mannequin mondaine Farida Khelfa, ce qui amène la jeune fille à voir à la maison Christian Louboutin, un intime de ses parents et associé de son père, ou bien encore, dans la propriété familiale de l'île Moustique, des célébrités telles que Mick Jagger, Lou Reed ou Elle Macpherson.
Malgré cette enfance passée dans un milieu privilégié et dans un cadre protestant,, Léa Seydoux connaît une scolarité peu assidue et n'est titulaire d'aucun diplôme, ayant quitté le lycée après avoir échoué au baccalauréat,. « Vraiment passée à côté [de l'école] », elle confie par la suite le regretter parfois. Elle raconte dans de nombreux entretiens que cette vie de bohème dans une famille recomposée et avec des parents peu présents lui a donné l'impression de grandir orpheline, et a fait d'elle une enfant malheureuse quoique aimée, souffrant d'être différente, avec une timidité qui l'isole des autres et des difficultés de lecture, : « On ne prêtait attention ni à mes joies ni à mes tristesses. Parce que j’étais transparente, j’ai voulu à tout prix exister, et exister d’une manière forte et puissante. » Elle aurait d'ailleurs souffert de dépression au sortir de l'adolescence.

### Débuts (2005-2007)

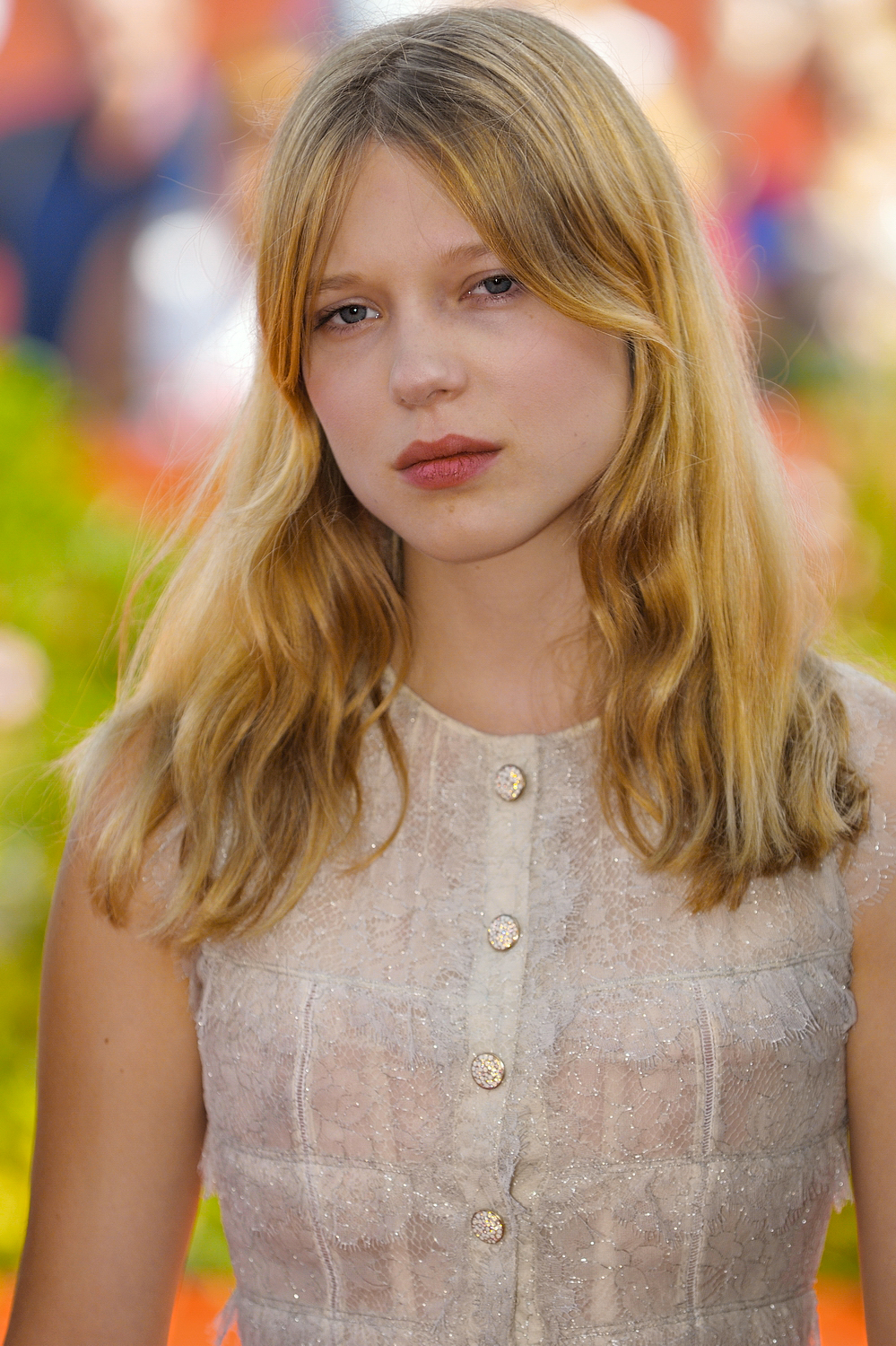
Léa Seydoux à Venise en 2009, pour sa première invitation à la Mostra.

Adolescente, Léa Seydoux envisage un temps de devenir chanteuse d'opéra, considérant le chant comme un moyen de pallier sa difficulté à s'exprimer avec ses proches, et étudie brièvement le chant au Conservatoire de Paris. Elle décroche cependant en prenant la mesure de la rigueur et des sacrifices exigés à long terme. Elle commence à s'intéresser au milieu du cinéma en classe de première, lorsqu'une amie lui fait fréquenter des acteurs. Léa Seydoux est alors mise en contact avec un agent artistique, qui lui trouve de petits rôles, et lui fait se rendre compte de l'intérêt de prendre des cours pour progresser. Entre 2005 et 2006, après avoir cherché une formation au hasard dans un annuaire, elle entre en parallèle du lycée à l'école de théâtre parisienne des Enfants Terribles, dont le directeur Jean-Bernard Feitussi la convainc pour continuer de bénéficier de ses cours de se confronter à sa timidité et à la scène, et de ne plus s'asseoir au dernier rang. À la même époque, elle s'éprend d'un comédien qui ne fait pas attention à elle et qu'elle se décide alors à impressionner par sa future carrière ; cette ambition la motive d'autant plus à prendre cette profession au sérieux, malgré des remarques décourageantes de ses proches, et notamment de son père, qui ne considère pas le fait d'être actrice comme un véritable métier. Dans de nombreux entretiens, Léa Seydoux souligne comment le théâtre aide alors l'adolescente à lutter contre sa timidité maladive, ce qu'elle maintient par la suite : l'attrait du cinéma pour elle est qu'il lui permet de s'exprimer et d'interagir avec le monde malgré sa très grande timidité. Elle considère que cette difficulté à s'intégrer lui permet d'apparaître comme une page blanche sur laquelle il est plus facile de projeter les personnages qu'elle interprète. Elle affirme aussi dans maintes publications devoir son succès au cinéma à son seul travail d'actrice plutôt qu'à l'influence et à la renommée de sa famille, et avoir en partie choisi cette voie parce qu'elle n'a rien à perdre et a le sentiment « d'être sans attaches », élevée sans éducation cinéphile. Elle vise l'indépendance financière : « Chez nous, on gagne sa vie, et je n'ai jamais supporté les enfants de riches qui font comme si tout leur était dû. »
En 2006, après quelques mois de cours, elle se fait représenter par l'agence Profil, entame des castings et décroche l'un des rôles principaux dans la chronique adolescente Mes copines de Sylvie Ayme. Retenue parmi 4 000 candidates au terme d'auditions durant lesquelles elle doit démontrer des techniques de danse et choisit de le faire sur des chorégraphies de son idole, Michael Jackson, elle déclare a posteriori que son illustre patronyme n'a pas semblé attirer l'attention, bien que le groupe Pathé que dirige son grand-père soit l'un des producteurs finaux du film. Le projet lui vaut l'apprentissage des techniques de tournage, et lance sa carrière. Elle change d'agent et apparaît dans plusieurs autres projets : le clip Ne partons pas fâchés pour le chanteur Raphael réalisé par Olivier Dahan, lequel lui fait d'ailleurs passer des essais pour un petit rôle dans La Môme, ainsi qu'un certain nombre de spots publicitaires, de Coca-Cola aux glaces La Laitière, en passant par la mode, comme pour la marque American Apparel, ou pour Levi's dans une publicité avec Raphaël Personnaz. À 22 ans seulement, elle grimpe pour la première fois les marches du Festival de Cannes en 2007, pour le long métrage Une vieille maîtresse de Catherine Breillat, ancienne compagne d'un de ses oncles. Cette même année, elle est sélectionnée dans la promotion Talents Cannes 2007 au sein du court métrage La Consolation de Nicolas Klotz, qui vise à mettre en scène de jeunes comédiens prometteurs. S'ensuivent quelques autres petits rôles dans des films français, comme De la guerre en 2008, sa première collaboration avec Bertrand Bonello. Le film est plutôt fraîchement accueilli par la critique mais lui permet de côtoyer plusieurs grands noms du cinéma français, tels Mathieu Amalric ou Asia Argento,.

### Révélation critique (2008-2009)

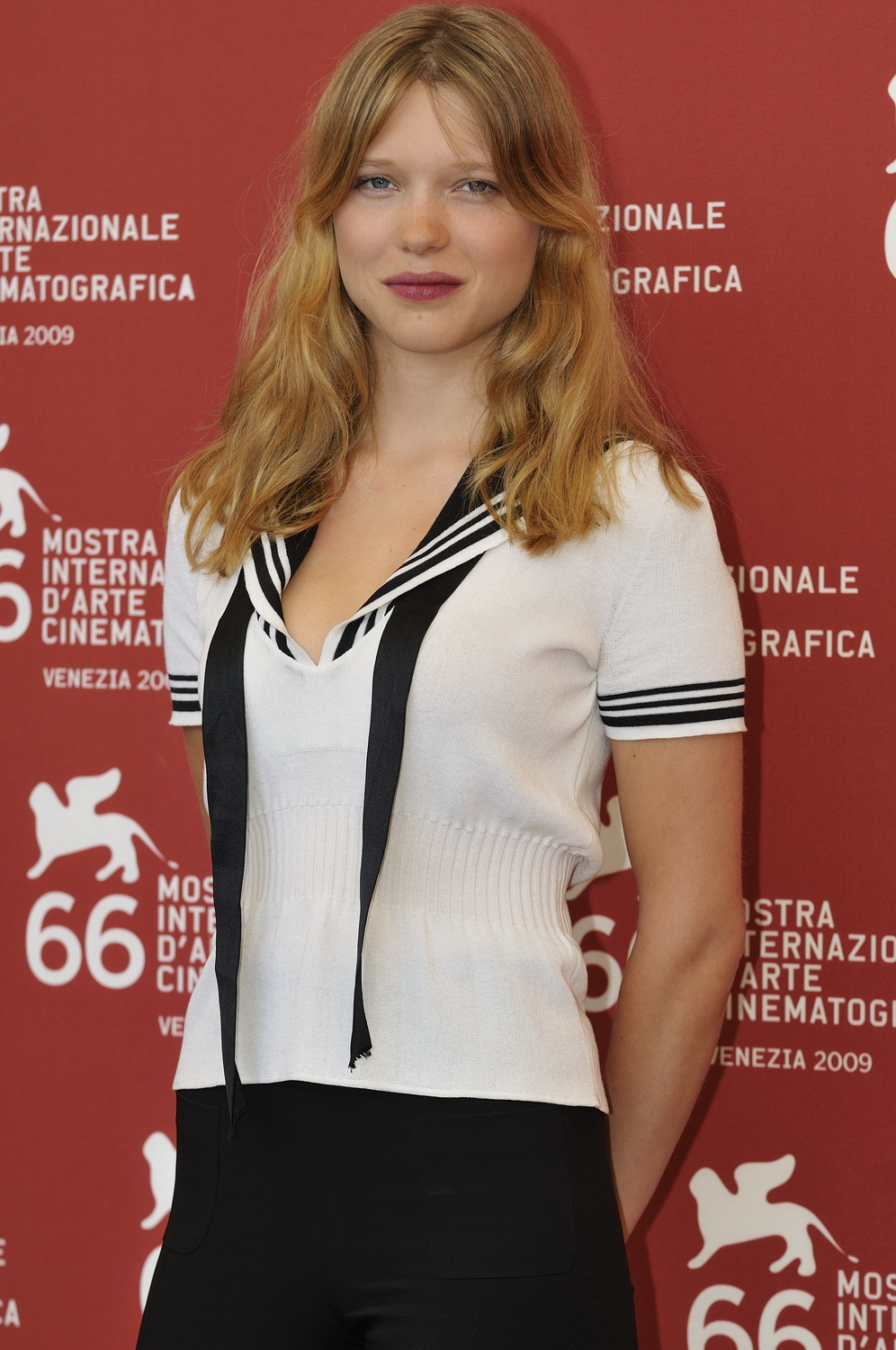
L'actrice à la Mostra de Venise 2009, pour la présentation de Lourdes.

En 2008, l'actrice est propulsée pour la première fois tête d'affiche d'un long métrage, La Belle Personne de Christophe Honoré, une relecture moderne du roman La Princesse de Clèves. Son interprétation du premier rôle, qui se refuse à la passion au nom de sa haute idée de l'amour, est particulièrement relevée par la critique, qui considère que ce personnage lui fait « crever l'écran », alors pourtant qu'elle fait face à l'expérimenté Louis Garrel ; elle est d'ailleurs nommée au César du meilleur espoir féminin, remporté cependant cette année-là par Déborah François. Ce rôle-révélation lui donne l'impression d'avoir trouvé sa « première famille » et une raison d'être : partager des films avec autrui.
C'est à partir de ce moment que l'actrice reçoit des offres lui permettant d'alterner entre films d'auteurs et grand public, notamment auprès de grands réalisateurs hollywoodiens,. Après cette révélation médiatique, la jeune actrice reçoit des mains de Marion Cotillard et Hilary Swank le trophée Chopard au Festival de Cannes en mai 2009, qui vise à distinguer les jeunes talents prometteurs. Elle entame une phase de sa carrière qui la voit enchaîner plusieurs projets auprès de très prestigieux réalisateurs, de Ridley Scott à Woody Allen en passant par Raoul Ruiz et Quentin Tarantino, dans des rôles cependant trop contenus pour pouvoir marquer les esprits.
En 2009, elle est ainsi choisie par Quentin Tarantino pour un rôle dans la remarquée séquence d'ouverture d'Inglourious Basterds, lequel est présenté en avant-première à Cannes. Le rôle n'est écrit qu'après que le réalisateur a rencontré l'actrice et il reste limité, ne demandant que quelques jours de prises de vue, bien qu'elle soit invitée à s'attarder un mois entier sur le tournage. Son apparition y est fugace et la seule réplique qu'elle aurait dû y tenir est finalement coupée, mais son expérience avec le grand réalisateur marque la jeune actrice. Dix ans plus tard, alors que tous deux se croisent à nouveau lors du festival de Cannes, Tarantino lui exprime sa fierté en constatant le parcours réalisé par Seydoux depuis. Côté cinéma d'auteur, elle joue dans Plein Sud, un road movie où elle est plus en retrait, son personnage étant membre d'une bande, ainsi que dans Lourdes, où elle interprète une bénévole de l’ordre des chevaliers de Malte ; ce dernier, réalisé par Jessica Hausner, est notamment présenté à la Mostra de Venise 2009 et vaut à la jeune actrice de fouler le tapis rouge du grand festival vénitien.

### Progression internationale (2010-2013)

#### Alternance de films indépendants et de blockbusters
Avec de nombreux films à l'affiche en 2010, cette année-là marque un tournant dans la carrière de Léa Seydoux, désormais régulièrement présente au grand écran entre succession de gros films internationaux et de productions plus intimistes à la sortie plus discrète. Ces petits rôles dans de prestigieuses productions américaines « brillent d'un bel éclat dans sa filmographie mais ne suffisent à marquer les esprits », remarque alors un journaliste du Temps, tandis que ses films  produits en France, généralement du cinéma d'auteur, ne font que peu d'entrées ; Aurélien Ferenczi de Télérama commente cependant à l'époque que chacune de ses interprétations est « impeccable ».
En 2010, elle incarne ainsi Isabelle d'Angoulême dans Robin des Bois, une relecture du mythe anglais de Robin des Bois par Ridley Scott, où elle croise les stars australiennes Russell Crowe et Cate Blanchett. Le tournage dure plusieurs semaines en Angleterre et l'actrice apprécie l'ambiance de la superproduction, qui la voit partager des bières le soir avec Crowe, et est présentée en avant-première à Cannes. Elle rejoint aussi la prestigieuse distribution de Minuit à Paris, tourné par Woody Allen avec une pléthore de grands acteurs internationaux, dans lequel elle partage quelques scènes avec Owen Wilson. Elle apparaît aussi en 2010 dans le film-fleuve des Mystères de Lisbonne, parfois diffusé sous forme de mini-série de six épisodes, du grand réalisateur Raoul Ruiz. Cette fresque historique franco-portugaise, dans laquelle Seydoux interprète la victime tragique d'un triangle amoureux, est très bien accueillie par la critique qui y voit un chef-d'œuvre dans la filmographie du Chilien,,,.
Toujours en 2010, l'actrice tient le rôle principal du film Belle Épine, la première réalisation remarquée de Rebecca Zlotowski, projet indépendant réalisé avec peu de moyens et présenté en compétition lors de la 49e Semaine de la critique du festival de Cannes 2010. Zlotowski sélectionne Léa Seydoux après l'avoir vue dans La Belle Personne, pour sa proximité de caractère avec son personnage, qui se trouve à errer à la fin de l'adolescence et à ne ressentir aucune émotion au décès de sa mère : « Je la sentais orpheline par son sens de l'indépendance, sa très forte mélancolie, sa solitude aussi, et tout cela correspondait au personnage de mon film. On me la présentait comme issue de son patronyme, je ne la voyais pas du tout liée à un héritage », commente la réalisatrice. Tout comme pour La Belle Personne, ce nouveau premier rôle dans un film français lui vaut une nomination au César du meilleur espoir féminin, qui échoit finalement à Leïla Bekhti. Cette même année, elle apparaît également dans le court métrage Petit Tailleur de Louis Garrel, puis dans le téléfilm Roses à crédit de l'Israélien Amos Gitaï, sur la course à la consommation d'une jeune fille des années 1950.
À la même époque, Léa Seydoux passe des auditions qui s'étalent sur de longs mois pour incarner la jeune hackeuse prodige et marginale Lisbeth Salander dans le film annoncé comme un évènement Millénium : Les Hommes qui n'aimaient pas les femmes, adaptation internationale du grand succès littéraire suédois de Stieg Larsson. Elle rejoint le carré final des actrices candidates et passe ainsi des essais avec le comédien britannique Daniel Craig sous la direction du réalisateur David Fincher, mais le rôle échoit finalement à Rooney Mara, peut-être pour des questions de physionomie, le personnage devant apparaître anorexique,.

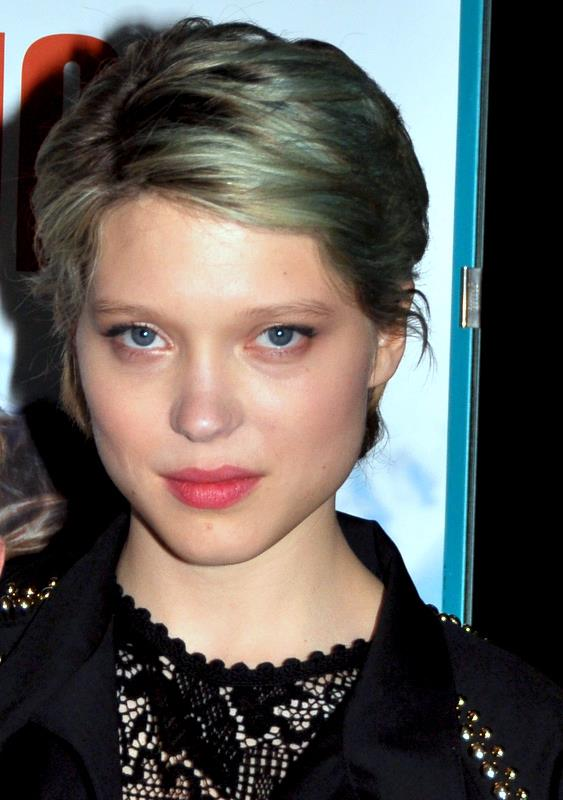
L'actrice en avril 2012 à une avant-première de L'Enfant d'en haut. Ses cheveux sont teints en bleus et raccourcis pour le tournage de La Vie d'Adèle.

En 2011, elle apparaît en fin d'année le temps de quelques scènes dans le blockbuster américain Mission impossible : Protocole Fantôme, le 4e volet de la franchise Mission : Impossible, dans le rôle d'une tueuse à gages. Par un concours de circonstances qui voit la comédienne précédemment engagée être finalement renvoyée du fait de sa ressemblance physique avec l'actrice principale, Seydoux est choisie sans même passer d'essais sur la base de ses réalisateurs précédents et de sa nationalité non américaine. Tournée à Vancouver, la production implique que l'actrice prenne des cours de maniement d'armes à feu. La Française décrit plus tard le tournage de ce blockbuster comme millimétré et « perfectionniste », du fait de l'exigence de Tom Cruise, star influente de la franchise. Après Mission Impossible, elle enchaîne avec le tournage de L'Enfant d'en haut, de la Franco-Suisse Ursula Meier, pour qui elle avait déjà passé des essais sur son précédent film, Home. Lors du tournage en Suisse de ce drame familial intimiste, la production de Mission impossible lui demande de revenir au Canada tourner de nouvelles prises de ses scènes, un grand écart entre deux styles de films diamétralement opposés. En suivant deux frère et sœur qui vivotent de petits larcins au bas d'une station de ski, le film révèle le jeune Kacey Mottet-Klein et confirme pour la critique la faculté de Seydoux à s'approprier des rôles complexes malgré son statut de « it girl », avant d'être primé d'un Ours d'argent spécial par le jury de Mike Leigh à la Berlinale 2012.

#### Tête d'affiche
Plus globalement, la carrière de Léa Seydoux s'accélère à partir de 2012 et permet à l'actrice de choisir ses projets parmi les sollicitations qui lui sont adressées, sans nécessairement passer d'essais. D'après la presse spécialisée, la jeune femme apparaît alors comme l'une des « actrices françaises incontournables à Hollywood », et même comme « l'actrice la plus sollicitée de sa génération », qui à seulement 26 ans, « a toujours fait les bons choix et a abordé quasiment tous les genres ». Dans la foulée, elle devient l'image du parfum Candy pour le groupe de luxe italien Prada,.
Autour de cette époque, après que tous deux se sont croisés à un défilé de la Semaine de la mode, elle aurait été victime des avances indésirables du producteur Harvey Weinstein, qui aurait tenté de l'embrasser dans une chambre de l'hôtel parisien Plaza Athénée alors qu'il l'avait invitée pour discuter de sa carrière. Conseillée par son agent artistique de « demeurer éloignée de lui et de rester polie », elle ne révèle ce témoignage que cinq ans plus tard dans le journal britannique The Guardian, en 2017, alors qu'éclate le mouvement #MeToo dans l'industrie du cinéma occidental. Elle rejoint ce faisant la longue liste internationale des actrices ayant dénoncé Weinstein pour des faits d'agression sexuelle dont le puissant producteur de cinéma américain, « faiseur d'Oscars » et figure quasiment incontournable pour tout acteur européen désirant se faire un nom à Hollywood, se serait rendu coupable durant des décennies, ; à l'époque cependant, en France, rares sont encore les actrices à prendre la parole sur ce sujet.
En parallèle, elle continue à tourner dans de nombreux films en France tels que Les Adieux à la reine, dans lequel elle interprète la lectrice de la reine Marie-Antoinette aux côtés de Diane Kruger, ce qui lui vaut une nomination au César de la meilleure actrice, sa première en tant que non-débutante (non « espoir ») ; la récompense revient cependant à Emmanuelle Riva. La promotion du film lui fait faire le tour du monde et fait l'ouverture de la Berlinale 2012. Elle est aussi brièvement attachée au personnage d'Alise dans L'Écume des jours, de Michel Gondry, nouvelle adaptation du roman de Boris Vian,, mais est finalement remplacée par Charlotte Le Bon pour conflit d'agenda avec le tournage de La Vie d'Adèle. Fin 2012, elle tourne aux studios de Babelsberg en Allemagne dans La Belle et la Bête, nouvelle adaptation cinématographique du conte du même nom réalisée par Christophe Gans. Le rôle est imaginé pour elle, et elle y fait face à Vincent Cassel, et André Dussollier en remplacement de Gérard Depardieu, lequel avait été initialement annoncé dans le rôle du patriarche qui envoie sa fille auprès d'un monstre pour éponger ses dettes. À l'échelle de l'industrie française, le projet est une superproduction avec son budget de 35 millions d'euros et doit participer à renforcer l'image commerciale de l'actrice, qui cherche à élargir son public. Le film mélange prises de vue réelles et effets spéciaux, et a recours a de nombreux fonds verts ; les scènes partagées entre Seydoux et Cassel, par exemple, sont tournées alors que l'acteur est en costume, mais porte des capteurs faciaux sur lesquels le visage monstrueux de la Bête sera plus tard projeté en postproduction. Le projet permet à Seydoux de se rapprocher de l'adaptation du conte par Jean Cocteau (1946), qu'elle cite souvent en entretiens comme l'un des films ayant marqué sa jeunesse, et qui apprécie le soin apporté aux différentes robes de la princesse — mélangeant style Empire et formes bouffantes avec taille serrée — ; le film est d'ailleurs nommé l'année suivante au César des meilleurs costumes. Il sort au cinéma en février 2014, et son avant-première à Paris réunit plusieurs membres de la famille Seydoux, puisque le film est produit par Pathé, que dirige le grand-père de l'actrice. Le long métrage connaît un succès raisonnable en France, avec 1,8 million de spectateurs.
Le Festival de Cannes 2013 marque un tournant pour la carrière de l'actrice : elle y présente à la fois La Vie d'Adèle, et Grand Central, sa seconde participation à un film de Rebecca Zlotowski. Sur fond de centrale nucléaire, elle y est au centre d'un triangle amoureux avec Tahar Rahim et Denis Ménochet, qui interprétait son père dans Inglourious Basterds ; le film est cependant diffusé hors compétition. Plusieurs distinctions lors de la saison des récompenses 2013-2014 viennent couronner ces deux projets. Elle reçoit ainsi le prix Lumière de la meilleure actrice en 2014 pour ses interprétations conjointes dans La Vie d'Adèle et Grand Central ; elle est aussi nommée au César de la meilleure actrice pour le film de Kechiche, mais la récompense est attribuée à Sandrine Kiberlain. L'académie britannique des BAFTA la nomme également parmi les candidats au titre d' « étoile montante » du cinéma anglophone, mais c'est finalement à Will Poulter que revient le titre.

#### Le tournant deLa Vie d'Adèle

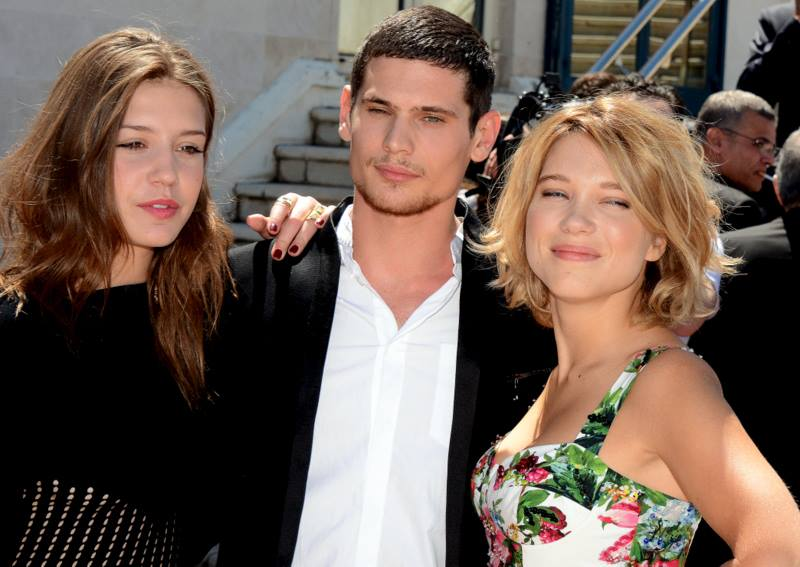
Léa Seydoux (à droite) avec les autres acteurs de La Vie d'Adèle, Adèle Exarchopoulos et Jérémie Laheurte, lors de la présentation du film au Festival de Cannes en 2013.

En 2012 arrive le rôle du tournant : Léa Seydoux est choisie par Abdellatif Kechiche pour incarner une jeune artiste homosexuelle dans La Vie d'Adèle, l'adaptation de la bande dessinée Le bleu est une couleur chaude (2010) sur l'initiation d'une adolescente aux amours lesbiennes, elle-même interprétée par la débutante Adèle Exarchopoulos. L'actrice se réjouit et se dit initialement très fière d'avoir été choisie par ce réalisateur, dont elle apprécie la profondeur et la vitalité de l'œuvre, notamment L'Esquive. Mais le tournage, au printemps 2012, est difficile : alors qu'il était prévu qu'il ne prenne que deux mois, il s'étale finalement sur cinq avec des journées de travail parfois longues de dix-huit heures, des scènes qui nécessitent jusqu'à deux cents prises, et il arrive à Kechiche de continuer à filmer ses deux actrices à leur insu, dans leur intimité. La préparation du tournage elle-même dure neuf mois, au cours desquels Kechiche menace parfois de congédier Seydoux pour des raisons insignifiantes. Une scène d'amour du scénario, très explicite, est jugée particulièrement pénible et humiliante à interpréter par les deux actrices et donne à Seydoux l'impression d'être « une prostituée » lorsque ses prises de vue s'étendent sur dix jours et sous les objectifs de trois caméras. Entre autres incidents sur le tournage, lors d'une scène de dispute en prise continue d'une heure, Exarchopoulos se blesse contre une vitre et se met à saigner abondamment, mais Kechiche insiste pour que la prise continue, que Seydoux cesse de venir en aide à sa partenaire de jeu et qu'elle l'embrasse et lui « lèche la morve ». Le réalisateur empêche également les deux actrices de visionner le montage final avant l'avant-première officielle du film à Cannes en mai 2013. Persuadée que le caractère extrême des scènes de nu pourrait causer la fin de sa carrière, l'actrice témoigne d'une grande panique à l'idée de ne pas connaître le produit fini, et parvient à convaincre le directeur du festival de la laisser voir le montage final avant la projection publique au palais des festivals : « Je me suis dit : Oh mon dieu, c'est nul. Il avait coupé quasiment la moitié du film. On a tourné tellement de scènes qui ne sont pas dans le film. J'ai cru que ce serait la fin de ma carrière,. » Pendant ces mois de tournage, l'équipe technique souffre par ailleurs des mêmes conditions de travail, entre contournements de contrat et comportements proches du harcèlement moral ; le syndicat des professionnels de l'industrie de l'audiovisuel et du cinéma révèle ces manquements dans un communiqué publié le jour même de la présentation du film au Festival de Cannes 2013.
Malgré ce tournage chaotique, dont les médias n'ont alors pas connaissance, le film suscite un torrent de louanges à Cannes. Davantage rodée à l'exercice de la promotion médiatique qu'Adèle Exarchopoulous, Léa Seydoux l'épaule pendant cette période. Au terme du festival, l'actrice est récompensée par le jury du réalisateur américain Steven Spielberg qui lui attribue, ainsi qu'à sa co-actrice et à Kechiche, la Palme d'or. C'est une première dans l'histoire du grand festival de cinéma : le jury a obtenu une dérogation spéciale pour remettre la récompense non seulement au film (et par extension à son réalisateur, comme c'est la tradition) mais aussi à ses deux actrices principales. Ce faisant, les deux Françaises rejoignent la très courte liste des femmes récipiendaires d'une Palme d'or : seule Jane Campion a jusque-là reçu la récompense cannoise suprême (pour La Leçon de piano, en 1993),,.
Après le grand succès critique rencontré à Cannes en mai, le film est présenté en septembre au festival américain de Telluride. Durant cette nouvelle campagne promotionnelle, et alors qu'elles avaient jusqu'à présent maintenu auprès de la presse cannoise un discours policé et prudent sur le déroulement du tournage, en faisant par exemple de simples allusions à l'impératif de se rendre « disponible pour les variations créatives [de Kechiche] », les deux actrices dénoncent dans de multiples entretiens auprès des médias américains des conditions de travail dégradées sur le tournage. Elles mentionnent que Kechiche se serait montré abusif et autocratique,, exigeant notamment de s'attarder plus longuement que nécessaire sur les scènes de sexe, et menaçant à plusieurs reprises de congédier Seydoux du projet. Par médias interposés, Kechiche répond à leurs accusations en reprochant à Seydoux d'être « née dans le coton » ; celle-ci se défend d'avoir bénéficié du moindre soutien de sa famille pour percer dans le milieu du cinéma,,. De nombreux journaux se font alors écho de cette dispute, qui tranche avec la bonne entente affichée à Cannes, et la polémique enfle jusqu'à devenir l'un des évènements de l'année 2013 dans l'industrie,. Par la suite, Seydoux note qu'elle ne regrette pas d'avoir fait le film, qui lui a permis de grandir en tant qu'actrice et dont les conditions de réalisation lui donnent dorénavant l'impression de pouvoir attaquer n'importe quel type de projet. Elle redit à plusieurs occasions sa fierté d'avoir participé à une grande œuvre et de ne pas avoir été détruite par son processus créatif, tout en soulevant le problème que les méthodes de Kechiche lui ont donné l'impression « détestable » d'être objectifiée, et elle lui reproche d'avoir déplacé la polémique sur un terrain social en évitant le fond du problème, celui du harcèlement moral.

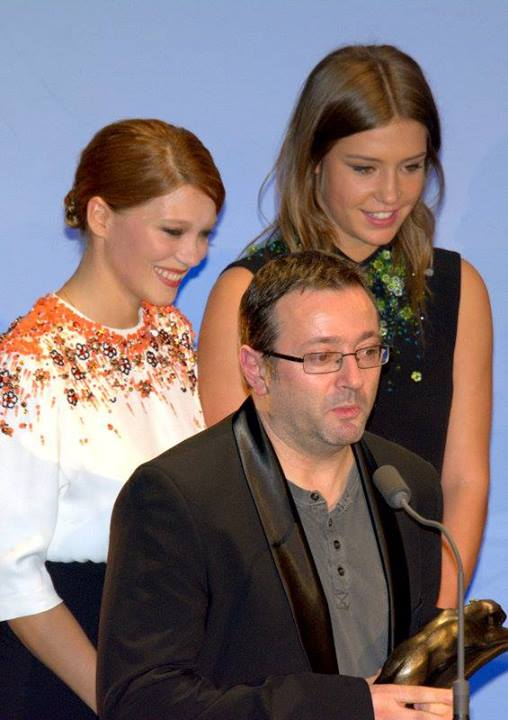
Léa Seydoux, Adèle Exarchopoulos et le producteur Vincent Maraval à la cérémonie des prix Lumière 2014, durant laquelle elle reçoit le Lumière de la meilleure actrice.

Des années plus tard, alors qu'à partir de 2017 le Mouvement #MeToo délie les langues sur les abus commis dans l'industrie du cinéma, l'actrice mentionne qu'elle regrette d'avoir été peu soutenue par la profession lorsqu'elle a traversé cette période avec Adèle Exarchopoulos : 

« Lorsque j'ai dit, il y a cinq ans, qu'Adèle [Exarchopoulos] et moi-même avions été maltraitées sur le tournage de La Vie d'Adèle, des actrices connues m'ont critiquée, et on nous a conseillé de la fermer si nous voulions continuer à travailler. Abdellatif Kechiche a tout de suite déplacé le sujet sur un terrain social : si je me plaignais, c'était parce que j'étais une bourgeoise, une petite fille gâtée… C'est insupportable ! Rien ne justifie qu'on torture des gens, et ça n'est pas ça qui rend le film meilleur. Je pense qu'aujourd'hui notre témoignage, à Adèle et moi, serait reçu avec davantage de bienveillance. Enfin, je l'espère. »

### Un statut bien ancré (depuis 2013)
Après cette Palme d'or, l'actrice entame une phase de sa carrière stable, majoritairement composée de films d'auteur qui la mènent de nouveau à Cannes, et entrecoupée de quelques films internationaux à grand budget. Entre ces projets à l'étranger et sa grossesse, en 2016, l'actrice passe plusieurs années sans tourner en France, un « exil » peut-être favorisé par son amertume envers la couverture médiatique de sa dispute avec Kechiche. Elle est alors représentée en France par l'agence Adequat, qui collabore aux États-Unis avec UTA.
Cette même année 2013, dans le cadre de son contrat avec Prada, elle apparaît dans une série de publicités sous la forme de courts métrages réalisés par Wes Anderson et Roman Coppola. Le tournage a lieu à Budapest mais Anderson n'est pas présent physiquement ; il dirige Seydoux par l'intermédiaire de Coppola et en observant ses prises sur un moniteur vidéo. Impressionné par la rapidité d'adaptation de l'actrice, c'est à la suite de cette courte collaboration qu'il commence à la considérer pour des rôles dans la plupart de ses films, à commencer par The Grand Budapest Hotel (2014). Elle passe ainsi quelques jours en Pologne pour tourner cette petite partition, écrite avant qu'Anderson ne pense à elle, aux côtés de Mathieu Amalric et Ralph Fiennes,.

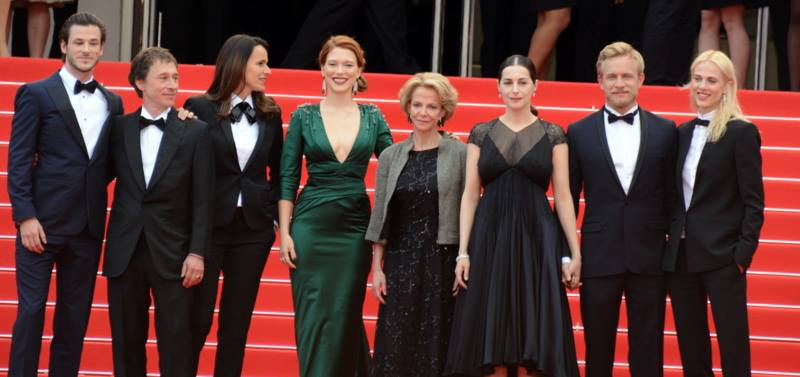
L'actrice (en robe verte) au Festival de Cannes en 2014, pour la montée des marches de Saint-Laurent, son deuxième film avec Bertrand Bonello (deuxième à gauche).

Au printemps 2014, elle tourne en Irlande la comédie dramatique absurde The Lobster sous la direction du Grec Yórgos Lánthimos, face à Colin Farrell et Rachel Weisz, film présenté à Cannes l'année suivante. Pressenti pour y obtenir la Palme d'or, celle-ci échoit finalement à Dheepan et le film avec Seydoux reçoit le Prix du Jury de Joel et Ethan Coen.
Elle est aussi choisie par le Britannique Sam Mendes pour incarner la « James Bond girl » du 24e volet des aventures de l'agent secret britannique, intitulé 007 Spectre, face à la star Daniel Craig qu'elle a déjà croisé en auditions pour le film Millenium. La production recherchait initialement une actrice scandinave, mais le personnage est transformé en Française lorsque le choix de distribution s'arrête sur Seydoux. Le tournage commence en décembre 2014, après une phase qui détermine le style des costumes et de maquillage de l'actrice dans ce rôle, un statut qui offre une immense exposition internationale,. En comptant les répétitions, l'implication de l'actrice sur le blockbuster s'étale sur sept mois, une production millimétrée quoique très plaisante, qui la remplit de trac et lui fait découvrir un cinéma de l'efficacité, « où chaque scène est attachée à une action, à un tournant. C’est un blockbuster, ce n’est pas comme le cinéma français où on peut filmer le soleil sans qu’il ne se passe rien. » Le temps de quelques scènes, Seydoux retrouve l'acteur allemand Christoph Waltz qu'elle avait croisé sept dans plus tôt dans Inglourious Basterds ; comme en clin d'œil, l'un de leurs dialogues dans Spectre évoque une situation qu'ils avaient tous deux vécue dans le film de Tarantino, lors de laquelle le personnage interprété par Waltz venait rendre visite au père du personnage de Seydoux.
À la même époque, entre 2014 et 2015, elle joue pour le Québécois Xavier Dolan dans Juste la fin du monde, un huis clos familial à la distribution intégralement française et éminemment prestigieuse : Nathalie Baye, Vincent Cassel, Marion Cotillard, et Gaspard Ulliel. Le tournage à Montréal a lieu en même temps que celui de Spectre à Londres, et l'actrice enchaîne donc les vols transatlantiques en ne restant sur place parfois qu'une journée. Au total, ce drame intimiste ne lui prend qu'une dizaine de jours de tournage et est plutôt bien accueilli par la critique. Lors de sa campagne promotionnelle, cependant, une déclaration malencontreuse de l'actrice sur le fait d'avoir « fait l'école de la vie » est reprise par la presse et maintes fois raillée (voir le paragraphe consacré Opinion publique) ; bien que le film reçoive le Grand Prix du Jury à Cannes, la prestation de l'actrice est éclipsée par la couverture médiatique de ses maladresses en interview. À Cannes cette même année, elle présente aussi le film biographique Saint-Laurent, dans lequel elle interprète une muse du couturier Yves Saint Laurent ; le rôle lui est proposé par Bertrand Bonello, pour qui elle a déjà joué en 2008, et qui cherche « un équivalent contemporain à ce qu’a représenté Loulou de la Falaise, l’égérie qui navigue entre la fête et l’aristocratie, avec son excentricité à elle. Léa a ça. »
En 2015, alors que les films de super-héros ont plus que jamais la cote grâce au succès de l'Univers cinématographique Marvel, l'actrice se voit offrir le rôle convoité de la femme fatale et assassin Belladonna Boudreaux, personnage du comics américain Gambit (X-Men), dans une adaptation portée par le nom de l'acteur Channing Tatum dans le rôle-titre. Le personnage interprété par Seydoux promet d'être important dans cet ambitieux projet de comédie romantique sous l'angle des super-héros Marvel, mais le film est finalement annulé après quatre ans de développement lorsque la compagnie Fox, propriétaire de la marque X-Men, est rachetée par Disney. Autre projet finalement annulé : elle est brièvement attachée au doublage francophone du film d'animation Le Monde de Dory, dans un rôle finalement interprété par Mathilde Seigner.

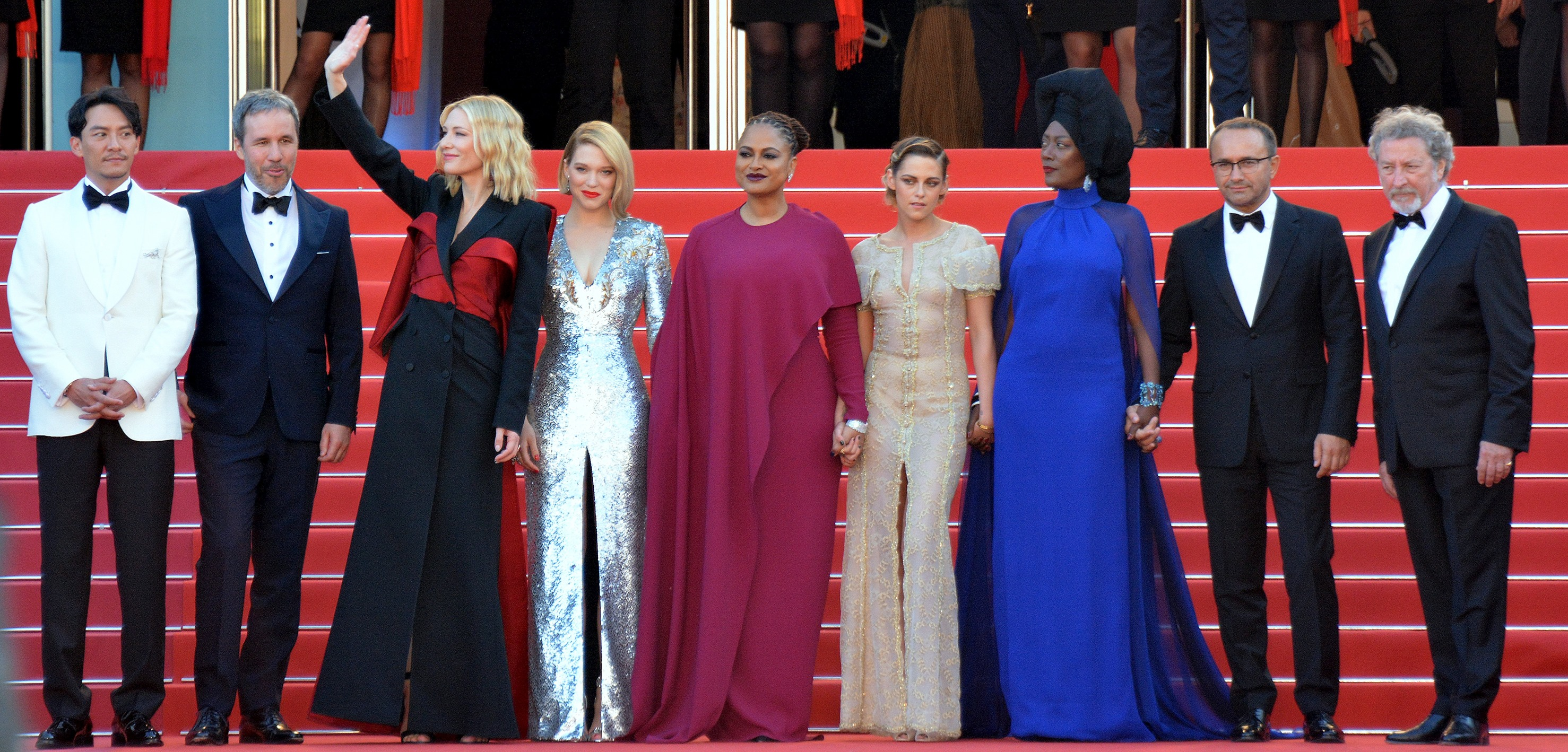
L'actrice (en robe argentée) avec le jury du Festival de Cannes 2018 au grand complet.

En 2016, elle est nommée chevalière de l'Ordre des Arts et des Lettres, puis rejoint en 2018 le cercle fermé des Français membres de l'Académie américaine des arts et sciences du cinéma, chargée chaque année de décerner les Oscars. Elle fait aussi partie du jury du Festival de Cannes 2018, présidé par Cate Blanchett, aux côtés de l'actrice Kristen Stewart, de la réalisatrice Ava DuVernay, de la chanteuse Khadja Nin, de l'acteur Chang Chen et des réalisateurs Robert Guédiguian, Denis Villeneuve et Andreï Zviaguintsev. Elle y est invitée par le directeur du festival, Thierry Frémaux, après lui en avoir témoigné son intérêt à plusieurs reprises. Dans cette édition marquée par les revendications de parité et d'égalité salariale entre hommes et femmes dans l'industrie du cinéma, son jury attribue la Palme d'or au film japonais Une affaire de famille.
Au cinéma, elle enchaîne cette année-là plusieurs rôles plus discrets. Elle retrouve ainsi Wes Anderson pour doubler un personnage dans la version française du film d'animation L'Île aux chiens. Elle fait également face à Ewan McGregor — qui remplace Charlie Hunnam — dans le film de science-fiction romantique Zoe de Drake Doremus, dans lequel elle interprète une humaine de synthèse qui tombe amoureuse de son créateur. Son jeu « lumineux » y est remarqué.
À cette période, elle participe au tournage — qui implique capture de mouvement, scans de sa physionomie et prise de voix — du jeu vidéo Death Stranding, dont le développement s'étale entre 2016 et 2019. Aux côtés de Norman Reedus et Mads Mikkelsen, elle est choisie par le créateur japonais Hideo Kojima, grand amateur de fictions d'espionnage, à la suite de sa prestation dans Mission impossible : Protocole Fantôme. Bien qu'il s'agisse d'une première incursion dans cette industrie pour Seydoux, Kojima est réputé pour son style recherché et les influences cinématographiques de son univers — notamment la série Metal Gear Solid —, et en amateur de cinéma français, il a directement contacté l'actrice pour la convaincre de rejoindre la distribution de ce projet très attendu dans le secteur vidéoludique. Plus globalement, les années 2010 voient une certaine ouverture des studios de jeu vidéo vers l'emploi d'acteurs de cinéma plutôt que le recours exclusif à des comédiens spécialisés, et qu'un concepteur de jeu s'adresse à des acteurs de la trempe de Mikkelsen ou Seydoux ne tient plus de l'anomalie. Une grève de la guilde américaine des acteurs de jeu vidéo entre 2016 et 2017 retarde cependant d'un an leur prise de contact initiale, mais une fois le contrat signé, leur collaboration s'étale en plusieurs temps : un scan de l'actrice en 3D à Londres, pour pouvoir refléter ses traits précis sur le modèle du personnage dans le jeu ; puis des séances de capture de mouvement à San Diego avec les autres acteurs, pour reproduire leurs mouvements dans le moteur de jeu ; et enfin, l'enregistrement de dialogues en studio son. À sa sortie en novembre 2019, la presse salue sa prise de risque artistique et le jeu est nommé dans plusieurs prestigieuses cérémonies de remise des prix vidéoludiques, comme dans 8 catégories des Game Awards. Léa Seydoux est notamment sélectionnée dans la section « meilleur interprète dans un second rôle » des BAFTA Game Awards en 2020, sans remporter le prix.

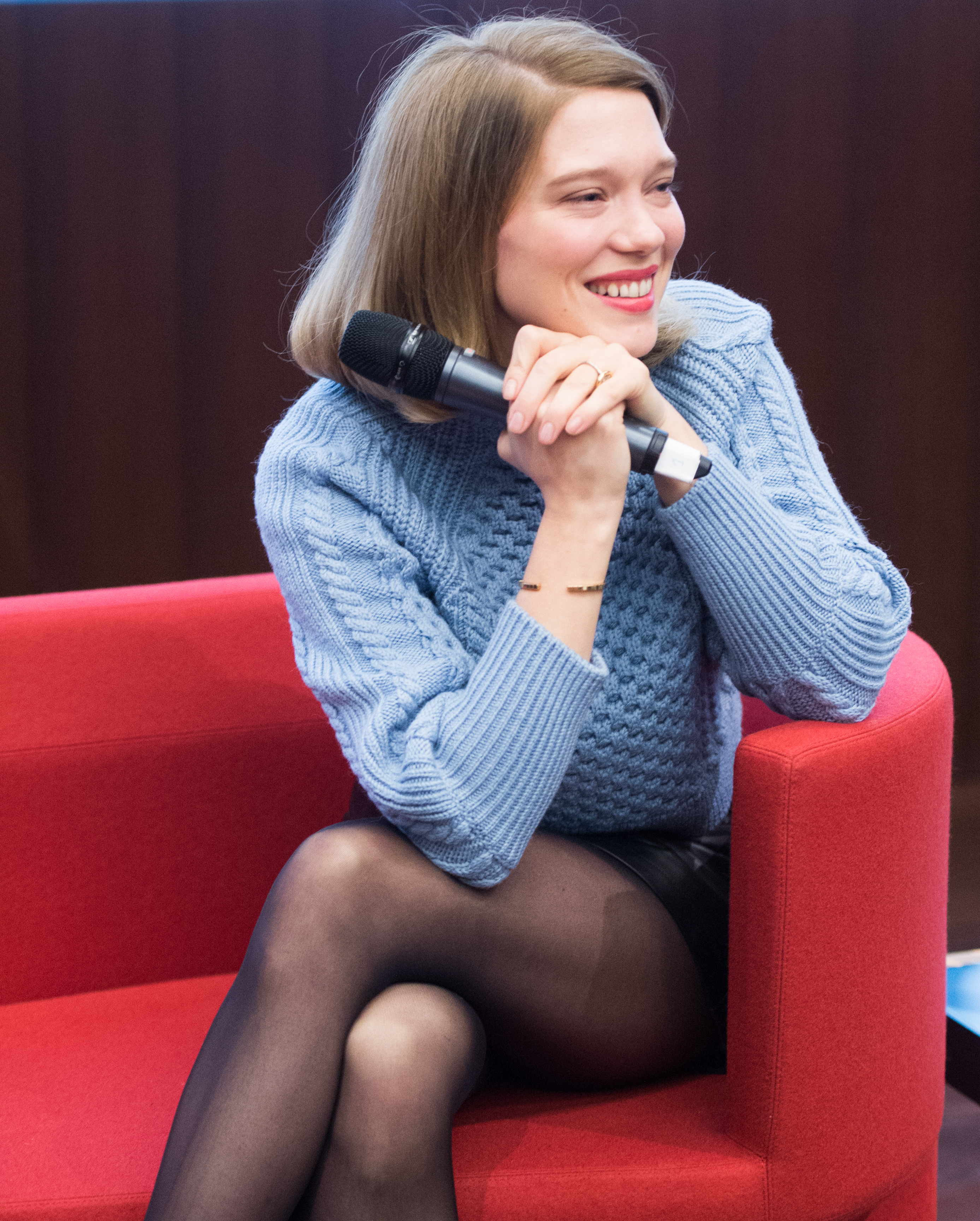
Léa Seydoux en 2018 lors d'une masterclass à l'École cantonale d'art de Lausanne, à l'époque de la sortie du film Zoe.

Autre pas de côté dans une industrie différente : en novembre 2019, l'actrice apparaît brièvement dans l'album Confessions de Philippe Katerine, en prêtant sa voix sur un titre d'une minute, Rêve heureux, dans lequel elle « chante » littéralement les louanges de l'artiste. Elle narre également un documentaire en réalité virtuelle produit par Darren Aronofsky, Sphères,.
Pendant les premières années de la pandémie de Covid-19, à partir de début 2019, nombre des films déjà tournés par l'actrice sont décalés en attendant une sortie plus auspicieuse pour le box-office, et finissent par être reprogrammés autour de la même période. En 2021, elle  est ainsi attendue pour présenter quatre films en même temps au Festival de Cannes, dont trois en compétition, un record qui lui vaut d'ailleurs d'être considérée comme l'une des favorites au titre de meilleure actrice : en sélection officielle sont diffusés The French Dispatch, L'Histoire de ma femme et France, et hors-compétition Tromperie. Annoncée comme l'une des plus grandes stars invitées au festival, elle annule cependant sa venue après avoir contracté de manière asymptomatique le virus sur le tournage du film Un beau matin, qui avait investi plusieurs hôpitaux et maisons de retraite,.
The French Dispatch est le résultat d'une nouvelle collaboration avec Wes Anderson, après des publicités pour Prada en 2013 et The Grand Budapest Hotel en 2014. Elle le retrouve en 2020 dans ce film choral qui réunit pléthore d'acteurs en vogue, tels qu'Adrien Brody, Frances McDormand et Timothée Chalamet, dans des chapitres aux thèmes différents. Le rôle de Seydoux, peut-être le personnage le plus remarqué dans ce film au style éclectique, lui est offert par le réalisateur dans un simple SMS. Il a été écrit spécialement pour elle avant qu'Anderson n'ait une intrigue précise tête, avec la volonté de proposer à l'actrice un personnage plus substantiel que lors de leurs précédents tournages. Face à Benicio del Toro, elle y interprète une gardienne de prison sèche et directe, qui pose nue pour un prisonnier aux grands talents de peintre. Pour la presse, le ressort comique de leurs échanges est l'un des éléments saillants du film,. Dans un tout autre style, France de Bruno Dumont constitue un profond changement de registre pour l'actrice, qui y joue une anti-héroïne à la fois vulgaire et tragique ; son interprétation d'une vedette de journal télévisé qui perd pied avec la société lui vaut en 2022 une nouvelle nomination au César de la meilleure actrice, cette fois-ci remporté par Valérie Lemercier. Tromperie, adaptation cinématographique très littéraire d'un roman de Philip Roth, sonne les retrouvailles avec Arnaud Desplechin, après Roubaix, une lumière dans lequel elle jouait le rôle secondaire d'une suspecte de meurtre (2019) ; ici, Tromperie propose une galerie de personnages féminins qui explorent la condition féminine. Dernier film de sa sélection cannoise, L'Histoire de ma femme d'Ildikó Enyedi sort en France en mars 2022 et retrace sur plusieurs années la relation d'un capitaine de marine avec son épouse, dont il se rend compte qu'il la connaît trop peu.
À l'automne 2021, qui voit un retour progressif aux salles de cinéma après la pandémie de Covid-19, l'actrice est l'un des visages les plus répandus sur grand écran, avec les sorties successives de la plupart de ses films cannois. S'y ajoute l'évènement commercial Mourir peut attendre de Cary Joji Fukunaga, nouvel épisode de la saga James Bond, « chargé » de baliser le retour aux salles de cinéma. Fait inédit dans la franchise, Seydoux y reprend son rôle de compagne du héros introduite dans Spectre ; le personnage y est davantage exploité — le prologue lui est d'ailleurs entièrement consacré — et son interprétation mélancolique et dans la retenue lui vaut des louanges. La sortie du film est un succès mondial, qui engendre près de 774 millions de dollars et devient le premier grand sursaut international post-Covid, et le deuxième plus gros succès commercial de l'année.
Les prochaines sorties de Léa Seydoux au cinéma incluent Un beau matin de Mia Hansen-Løve et Les Crimes du futur de David Cronenberg, tous deux montrés à Cannes en 2022. Un beau matin est le récit semi-autobiographique de la vie d'une femme devant élever son enfant seule tout en prenant soin de son père dont la santé se dégrade rapidement, et il reçoit l'une des deux récompenses de la Semaine de la critique cannoise ; la prestation de Seydoux y est remarquée, tout comme dans Les Crimes du futur, qui repart cependant bredouille du festival. Dans celui-ci, Cronenberg avait initialement attribué son rôle à Kristen Stewart et inversement, avant de demander aux deux actrices d'intervertir leurs personnages.
Au début des années 2020, plusieurs projets de l'actrice connaissent un développement mouvementé, ou sont finalement réalisés sans elle. Seydoux doit initialement tourner La Bête de Bertrand Bonello avec Gaspard Ulliel à partir d'avril 2022, sa troisième collaboration avec le réalisateur et l'acteur, mais le projet est suspendu après le décès d'Ulliel ; son tournage est finalement fixé quelques mois plus tard, avec le Britannique George MacKay en remplacement d'Ulliel. Le film concourt à la Mostra de Venise 2023, et vaut à l'actrice d'être un temps considérée pour les Césars. Seydoux est également attachée un temps aux côtés de Charlotte Rampling et Cécile de France au projet du Bal des folles, d'Arnaud des Pallières, annoncé en juin 2020 ; après une recherche d'acquéreurs à Cannes en 2021, le film finit par sortir en 2024 avec une distribution toute différente sous le nom Captives. L'actrice est aussi annoncée dans le rôle-titre d'une adaptation anglophone d'Emmanuelle, réalisée par Audrey Diwan et coécrite par Rebecca Zlotowski — avec qui Seydoux a déjà tourné deux fois —, et dont le projet est présenté au marché du film de Cannes en 2022 ; l'actrice est cependant remplacée par Noémie Merlant près d'un an plus tard. Bien qu'annoncée en septembre 2022 dans la distribution de The Shrouds, projet dirigé à nouveau par Cronenberg, elle y est également remplacée avant le début de la production, cette fois-ci par Diane Kruger. Léa Seydoux est enfin attendue fin 2023 dans Dune, deuxième partie de Denis Villeneuve, adaptation de la saga littéraire de Frank Herbert dans laquelle elle doit incarner le personnage de Margot Fenring, mais la sortie du film est repoussée à mars 2024 à la suite d'une grève des acteurs.
D'autres projets connaissent un processus créatif plus heureux : l'actrice reprend ainsi son rôle de la coursière Fragile dans une suite au jeu vidéo Death Stranding, en développement en 2022 mais sans date de sortie fixée. En décembre 2023, elle tourne en quelques semaines un rôle comique dans un film du réalisateur Quentin Dupieux, Le Deuxième Acte. À la même époque, le réalisateur Arthur Harari annonce travailler sur un projet avec elle, nommé L'Inconnue, et adapté de la bande dessinée qu'il a co-scénarisée avec son frère Lucas Harari intitulée Le Cas David Zimmerman ; le tournage doit débuter au printemps 2025. En 2024, il est également annoncé qu'elle doit prendre part aux projets de film Separate Rooms de Luca Guadagnino, The Thing That Hurts de Arnaud Desplechin, Silent Friend de Ildikó Enyedi, et Alpha Gang de Nathan Zellner et David Zellner

### Vie privée

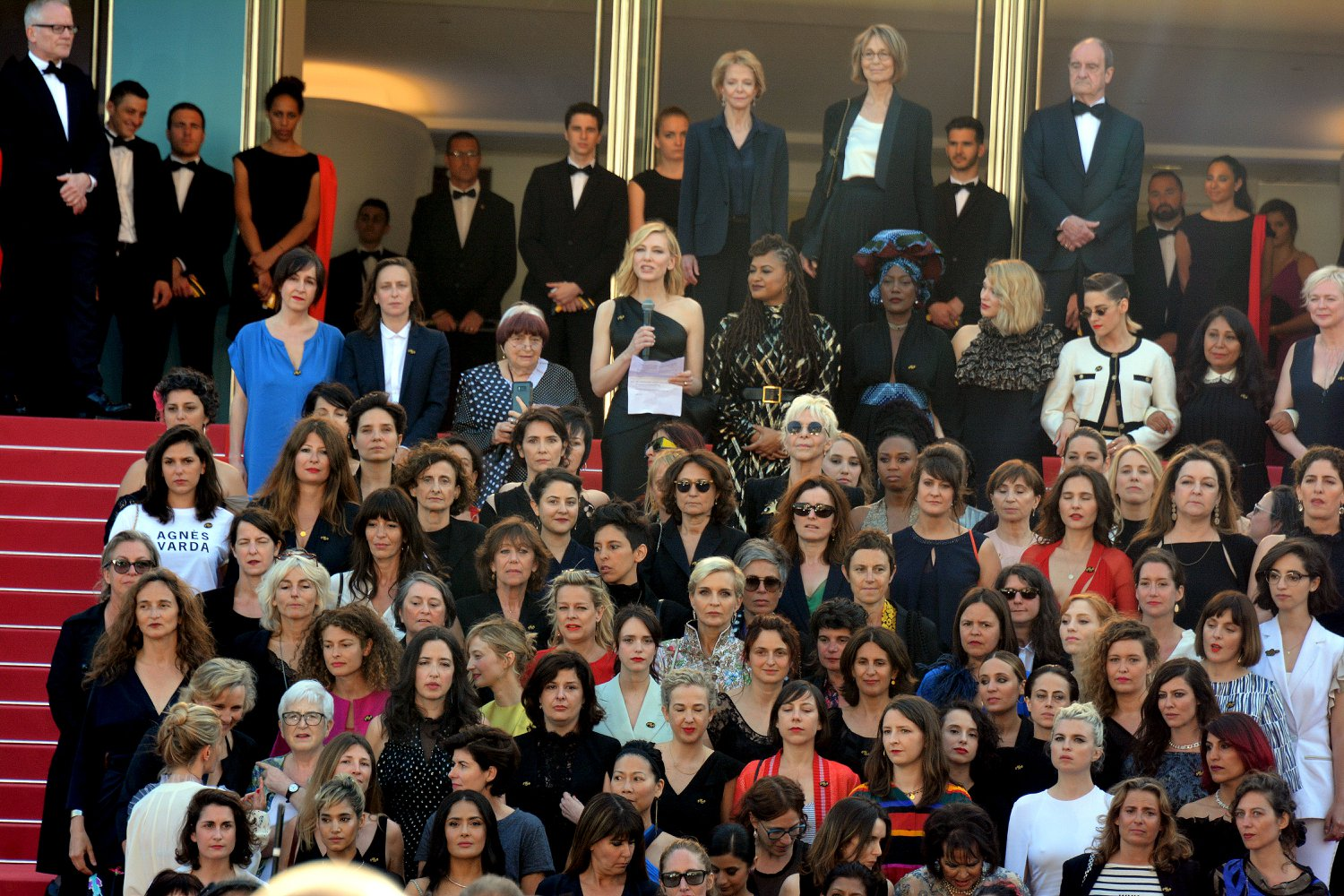
Au Festival de Cannes 2018, le jury dont fait partie l'actrice se range aux côtés de la manifestation pour l'égalité salariale et la parité dans le cinéma, organisée sur le tapis rouge cannois.

Léa Seydoux a un fils, né de son union avec le banquier d'investissement André Meyer,,, avec qui elle vit à partir de 2014. Elle annonce attendre leur enfant lors de l'avant-première de Juste la fin du monde au Festival de Toronto en septembre 2016 et donne naissance à un garçon prénommé Georges en janvier 2017.
L'actrice est membre du collectif 50/50 qui a pour but de promouvoir l’égalité des femmes et des hommes et la diversité dans le cinéma et l’audiovisuel. Le mouvement, né en février 2018, utilise le Festival de Cannes 2018, pour lequel Seydoux est membre du jury des longs métrages, comme plateforme médiatique. Une centaine de femmes, parmi lesquelles certaines des plus grandes stars de l'industrie, montent les marches aux côtés du jury présidé par Cate Blanchett pour dénoncer le sexisme de l'industrie cinématographique, illustré par l'affaire Harvey Weinstein dont Seydoux elle-même a été la victime au début des années 2010,,.
Elle est signataire en mai 2025 de la pétition condamnant le « silence » sur le « génocide à Gaza » publiée en marge du Festival de Cannes.

## Image publique

### Jeu d'actrice

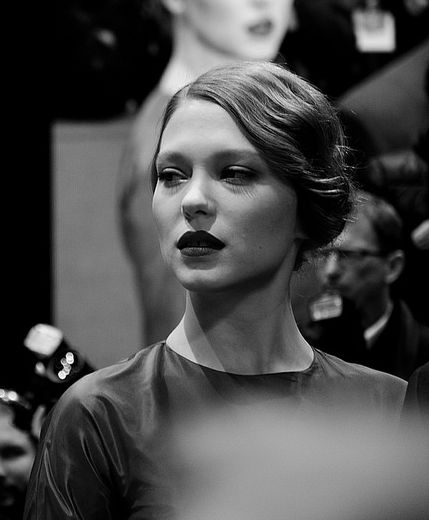
De nombreux critiques de cinéma rapprochent le style de Léa Seydoux (ici en 2014, lors de la présentation de La Belle et la Bête à la Berlinale) de celui de stars d'antan comme Jeanne Moreau, Anna Karina ou Brigitte Bardot.

Régulièrement présente sur les grands écrans dans les années 2010 et 2020 avec près de quatre films tournés par an, Léa Seydoux se taille la réputation d'exceller dans un jeu ambigu et minimaliste, dans la retenue, invitant le spectateur à s'investir pour tenter de percer le mystère de ses personnages. Réalisateurs, scénaristes et partenaires à l'écran voient en elle une actrice qui fait beaucoup avec peu, et qui rend par sa présence et sa vulnérabilité ses scènes plus riches qu'il n'y paraît,,. À ses débuts, l'actrice oscille entre deux types de personnages en particulier, « mélancolique inconsolable ou solaire vénéneuse ». Bien qu'elle évoque le souhait de jouer dans des comédies, on ne lui propose jamais de rôle comique autre que l'archétype de « la blonde, cruche ». La précision de sa diction malgré le « débit de mitraillette » qu'elle peut adopter est remarquée, tout comme son indifférence à devoir parfois se dénuder devant la caméra, ce qu'elle attribue au fait d'avoir été élevée par une mère « au regard aimant. » Ses personnages sont régulièrement des objets de désir, filmés du point de vue d'un fantasme masculin ; depuis le tournage de La Vie d'Adèle cependant, elle est plus attentive aux prises de ces scènes de nu et vérifie les plans au moniteur.
Cette faculté à enrichir des personnages explique par exemple l'honneur d'interpréter le même rôle dans deux films James Bond différents que lui font les producteurs historiques de la franchise d'espionnage, Barbara Broccoli et Michael G. Wilson, ; ils justifient cette décision par le « charme impossible à reproduire » et l'authenticité du jeu d'actrice de Seydoux. D'après le réalisateur Cary Joji Fukunaga, elle est « paradoxalement autant élégante [...] qu'elle est camionneuse, ». Alors que l'archétype de personnage qu'elle est supposée interpréter (une « James Bond girl ») souffre de conventions narratives qui en font généralement un rôle superficiel, les critiques relèvent qu'elle en est plutôt une antithèse, à la fois expressive et débrouillarde,,, qui renouvelle les stéréotypes et rapproche les spectateurs de son personnage,.

« Si on met mes rôles les uns à côté des autres, j'en ai vécu, des choses : j'ai été lesbienne avec les cheveux bleus, j'ai été lectrice de Marie-Antoinette à Versailles, j'ai été James Bond girl, j'ai été la sœur qui fume des joints... »

— Léa Seydoux sur la variété de son répertoire après avoir tourné dans Juste la fin du monde, en 2016
Selon ses metteurs en scène, l'actrice dispose d'un physique atemporel qui permettrait de projeter tout type d'enjeux narratifs et d'origine sociale sur ses personnages, et faciliterait en particulier ses castings dans des films d'époque, qu'elle y interprète une suivante de Marie-Antoinette ou une femme de chambre. La variété dans ses choix de films et de rôles amène ainsi le New York Times à reconnaître qu'il est difficile de la placer dans un seul registre, même si on l'identifie toujours à sa « présence à la fois séduisante et discrète, ». Le grand journal américain la classe dans une lignée de comédiennes dont feraient partie Jeanne Moreau et Paulette Goddard. Pour le quotidien suisse Le Temps, l'actrice, « à l'aise dans les blockbusters et les films d'auteur, avec sa beauté indiscutablement féline, un peu lunaire, voire butée, et le voile de mélancolie tempérant la réprobation de son regard, est aussi juste en proie qu'en prédatrice, en roturière qu'en aristocrate. » The Village Voice la voit comme « toujours captivante », dissimulant couche après couche de vulnérabilité. Physiquement, Libération lui décèle des « airs pâles d'Anna Karina » ; pour Télérama, son teint et sa blondeur évoquent les jeunes filles des tableaux de Renoir ou Botticelli,. Son sourire aisément reconnaissable, avec un diastème entre les deux incisives centrales, rappelle aussi à plusieurs journaux les airs et la présence de Brigitte Bardot,,,. Thierry Frémaux, le délégué général du Festival de Cannes, considère d'ailleurs qu'elle est « Bardot, plus Binoche, plus Kate Moss. » L'actrice est également aisément reconnaissable à ses cernes, qui lui donnent « toujours l'air grippée et fatiguée » d'après le critique Aurélien Ferenczi.

L'actrice collabore à plusieurs reprises avec les mêmes réalisateurs :
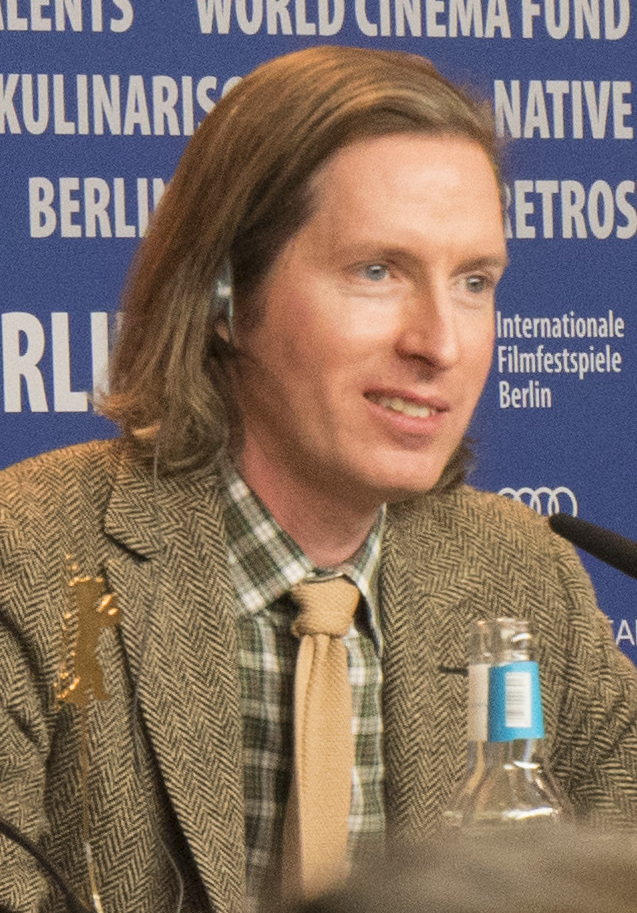
Wes Anderson, ici en 2018.
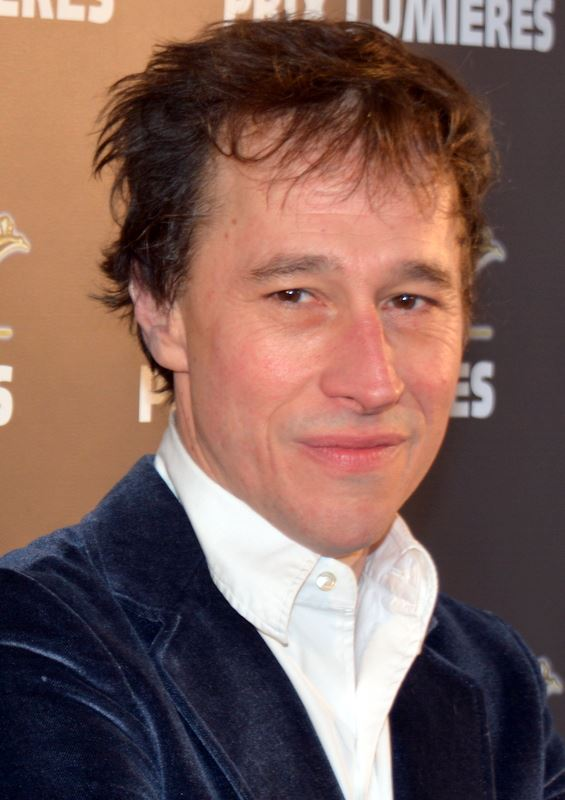
Bertrand Bonello, ici en 2015.
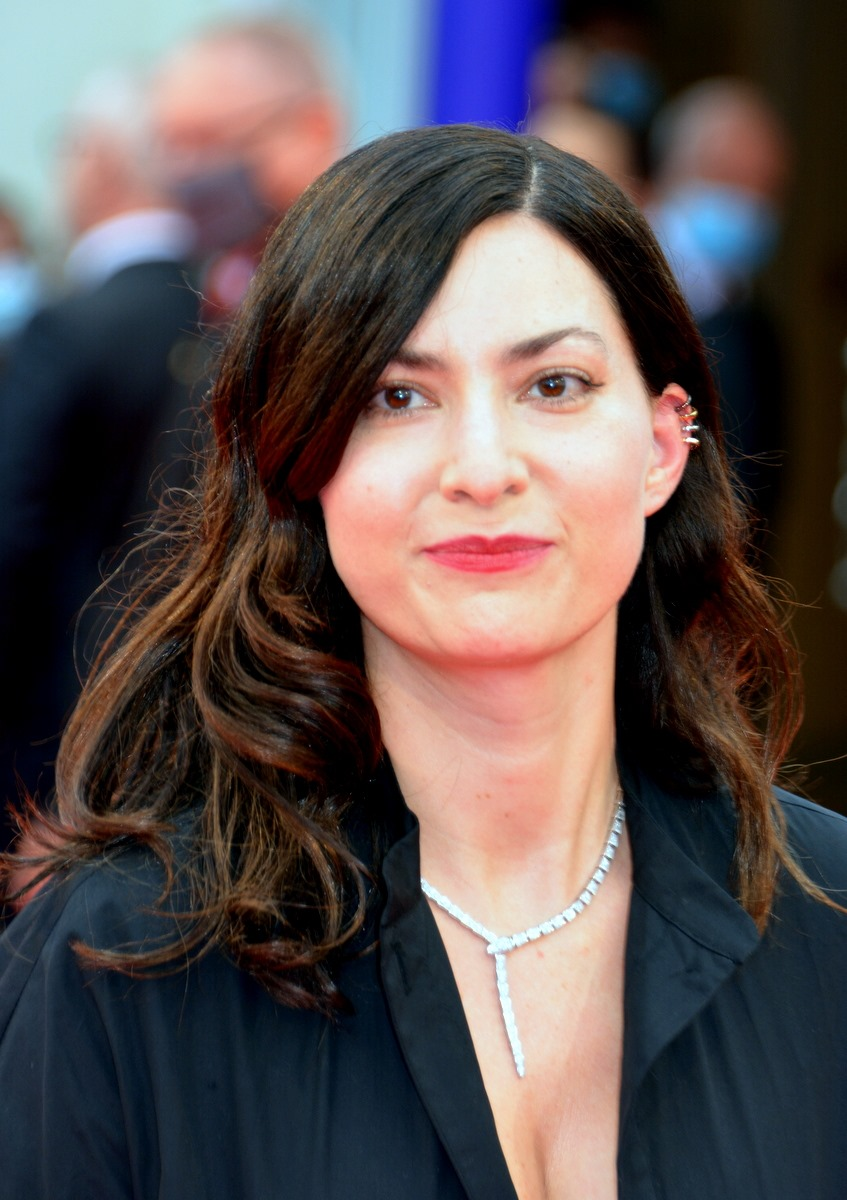
Rebecca Zlotowski, ici en 2020.
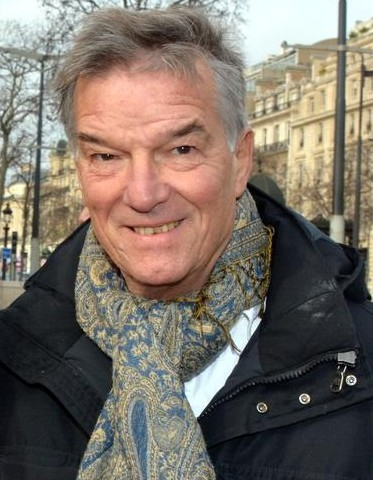
Benoît Jacquot, ici en 2016.
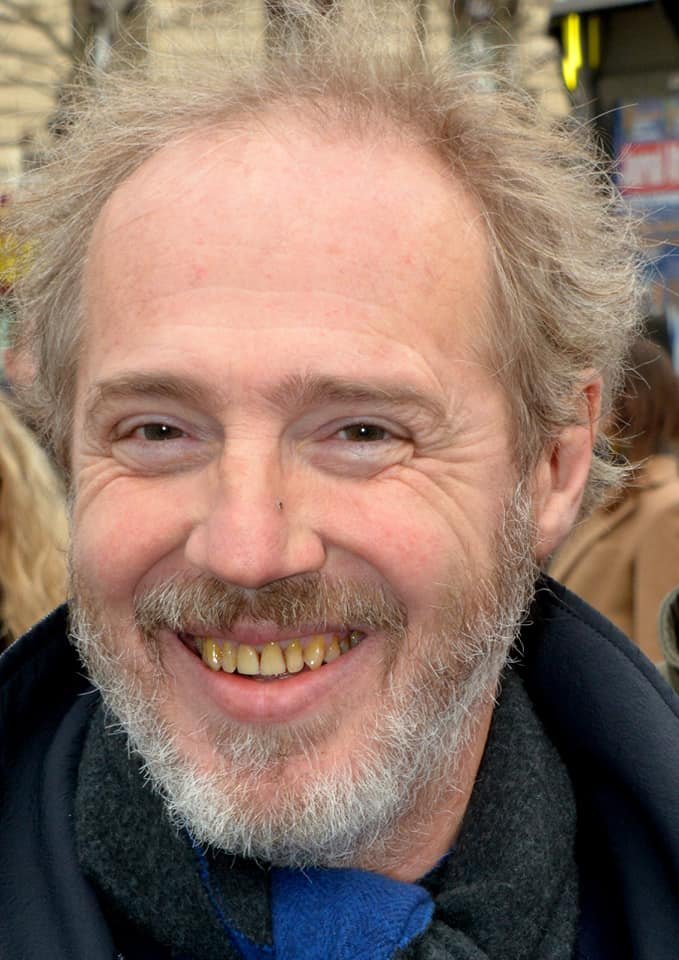
Arnaud Desplechin, ici en 2020.

Seydoux est vue comme une « actrice à réalisateur », dont le jeu suit intimement la direction adoptée par le réalisateur du film pour s'adapter au style choisi. Cette approche explique le fait qu'une grande partie de sa filmographie est constituée de collaborations avec les mêmes personnes : Wes Anderson (quatre), Bertrand Bonello (deux et une troisième en développement en 2022), Rebecca Zlotowski (deux), Benoît Jacquot (deux), Arnaud Desplechin (deux). Plusieurs réalisateurs conçoivent ou écrivent d'ailleurs leur film avec Seydoux en tête, comme Anderson, Desplechin ou Mia Hansen-Løve. Elle rapproche sa philosophie d'une déclaration d'Isabelle Huppert dans laquelle l'actrice disait faire son propre film à l'intérieur de chaque film qu'elle tournait, et considère l'acteur comme coauteur du film au même titre que le réalisateur,. L'actrice ne se repose pas totalement sur son instinct et recherche continuellement le caractère de son personnage,, réclamant parfois des prises supplémentaires pour se mouvoir d'une humeur à une autre, et s'investissant entièrement pour satisfaire la vision du metteur en scène,. Ursula Meier, qui a obtenu l'Ours d'argent à Berlin en la dirigeant dans L'Enfant d'en haut, dit d'elle qu'« elle a une grâce, quelque chose d'unique. On peut projeter ce qu'on veut sur elle, en tant que spectateur ou réalisateur. Voilà pourquoi elle est tant désirée. »

« Quand je joue, j'entre dans un état de transe. Je ne sais pas si c'est un état d'oubli de soi absolu ou de conscience totale de soi. C'est très violent, parfois cela me submerge. Je suis excessive dans ma façon de ressentir le monde. »

— Léa Seydoux sur son style de jeu, en 2016
Elle dit grandement admirer Catherine Deneuve, dont elle juge le jeu plein d'intelligence instinctive et d'autodérision, et Isabelle Huppert, pour la même intelligence, la culture et la sensibilité. En retour, Deneuve lui fait parvenir ses félicitations en 2022 pour son rôle dans L'Histoire de ma femme. Dans des entretiens, Léa Seydoux dit regarder peu de films, et généralement des films non issus du cinéma contemporain, comme son film préféré, Une place au soleil de George Stevens (1951). Elle cite comme réalisateurs favoris Stanley Kubrick, Ingmar Bergman, Robert Bresson, Éric Rohmer et Pedro Almodóvar.

### Opinion publique
« Il y a un paradoxe Léa Seydoux, l’actrice que tous les cinéastes rêvent de filmer mais qui provoque des réactions épidermiques au sein du grand public (on l’adore ou on la déteste) et que les réseaux sociaux, dont elle se tient éloignée, prennent facilement pour tête de turc. Sa faute ? Sa dynastie, ses origines de privilégiée [...] et une déclaration en interview [...] qui l’a longtemps poursuivie. »

— Les journalistes Sophie Grassin et Nicolas Schaller en 2022 dans L'Obs
Après sa révélation dans La Belle Personne à l'âge de 23 ans, d'aucuns s'attendent à ce que Léa Seydoux fasse long feu dans le milieu du cinéma, voyant dans son obtention de ce rôle l'influence de sa famille et plus particulièrement de son grand-père Jérôme Seydoux, alors dirigeant du groupe Pathé, qui l'aurait « calibrée, mise sur des rails depuis l'origine. » En seulement cinq ans pourtant, jusqu'à son triomphe couronné d'une Palme d'or à Cannes en 2013, l'actrice se taille d'après Télérama une réputation polyvalente d'« icône glamour, égérie du cinéma d'auteur, bientôt vedette bankable ». Thierry Frémaux, délégué général du Festival de Cannes, dont elle est l'une des plus fréquentes invitées dans les années 2010, affirme qu'elle « ne doit rien à une lignée repérée, elle a surgi de nulle part et reste imprévisible, s'inventant elle-même, au gré de ses envies, des sollicitations multiples dont elle est l'objet : du pur cinéma d'auteur français au blockbuster américain. Léa, c'est Bardot, plus [Juliette] Binoche, plus Kate Moss, et parfois les trois en même temps ! »
Au milieu des années 2010, après l'immense retentissement médiatique de La Vie d'Adèle et son recrutement dans la célèbre franchise James Bond, l'actrice paraît être de tous les projets et de toutes les couvertures de magazines,, amenant des médias à titrer qu'elle serait trop visible, et démultipliant les critiques virulentes sur Internet. Le phénomène se reproduit en 2021, alors que tous les films qu'elle a tournés avant ou pendant la pandémie de Covid-19 se retrouvent en salles au même moment : quatre au Festival de Cannes au mois de mai, et trois dans les salles françaises entre octobre et décembre. Un quotidien irlandais, The Irish Times, la titre d'ailleurs alors « actrice française qu'on peut le moins éviter. »

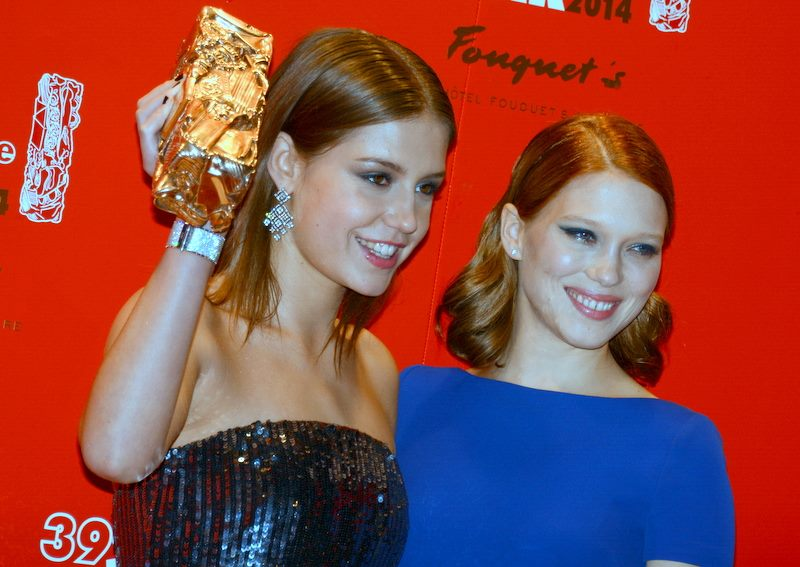
Léa Seydoux avec Adèle Exarchopoulos après la cérémonie des Césars en 2014, durant laquelle celle-ci reçoit le César du meilleur espoir féminin pour La Vie d'Adèle.

Malgré le plébiscite des critiques sur son jeu d'actrice, la popularité de Léa Seydoux auprès du public français est plus douteuse, certains rapprochant la grande diversité et le prestige de sa filmographie au fait qu'elle pourrait bénéficier de l'influence de ses grands-pères et grands-oncles, très influents dans l'industrie française du cinéma, pour trouver des rôles. La couverture médiatique de sa dispute avec Abdellatif Kechiche après la sortie de La Vie d'Adèle, notamment, décourage l'actrice qui a l'impression que ses origines bourgeoises et le succès de sa carrière lui valent une haine du public et un manque de soutien de la part des journalistes. Elle se dit de ce fait reconnaissante d'avoir des opportunités de travail en-dehors de la France, et confie avoir parfois envisagé de partir vivre à Londres ou Los Angeles.
Une déclaration publique malencontreuse en particulier lui vaut de nombreuses railleries en 2016, lors d'un entretien conjoint avec le réalisateur québécois Xavier Dolan, avec qui elle fait la promotion cannoise de Juste la fin du monde, et qui, comme elle, n'a pas fait d'études au-delà du lycée. L'actrice déclare en leurs noms à tous deux : « Je ne sais pas comment j'ai appris à jouer... mais on vient tous les deux de l'école de la vie », avec l'intention de signifier qu'elle a été autodidacte. Sur les réseaux sociaux, de nombreux internautes raillent son usage de l'expression « école de la vie », qu'ils estiment incompatible avec son origine sociale bourgeoise, et exhument à cette occasion d'autres maladresses de l'actrice en entretien,.

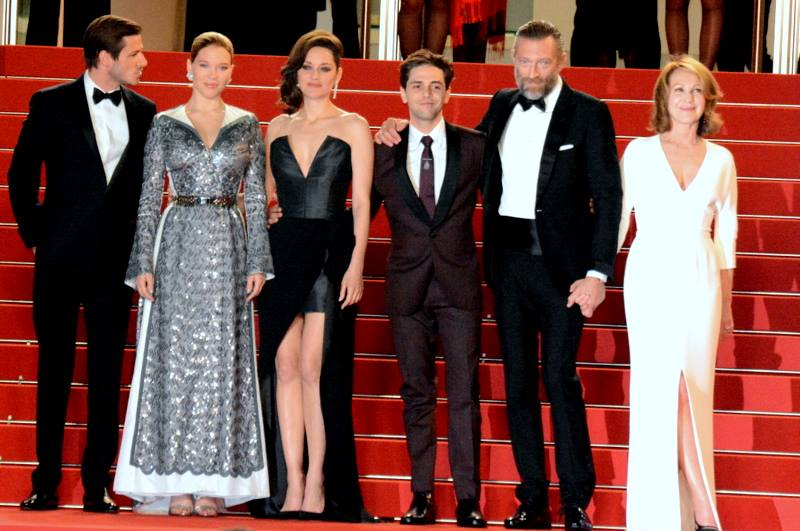
Le réalisateur québécois Xavier Dolan (ici au centre, en 2016, pour la montée des marches de Juste la fin du monde, avec Marion Cotillard puis Léa Seydoux à sa droite) est l'un des rares à choisir de s'exprimer sur les moqueries que reçoivent les deux actrices en France dans les années 2010.

La polémique sur cette phrase efface les états de service de l'actrice, pourtant régulièrement distinguée par la profession à l'époque, et rares sont ceux à intervenir pour relativiser cette violence médiatique au regard de sa carrière. Tandis que Seydoux reste à distance de la déferlante, un journaliste de Konbini rapproche son traitement de ceux réservés en parallèle à Marion Cotillard ou Mélanie Laurent, puisque toutes sont des comédiennes qui ont suscité de la rancœur médiatique en France en même temps qu'elles ont rencontré le succès critique et commercial à l'étranger : « en France, être prophète en son pays est sacrément difficile, surtout quand on est une femme qui a du succès à l’international. On va préférer analyser sa façon de parler, son “arrogance”, ses déclarations ou sa vie privée. Son jeu d’acteur ? Non, bien sûr que non. » Dans l'industrie, Xavier Dolan prend sa défense en affirmant que « les gens ont un mépris systématique pour Léa [Seydoux] et Marion [Cotillard] parce qu’elles ont du succès, parce qu’elles voyagent, qu’elles tournent avec des metteurs en scène connus. » Même soutien de la part de Vincent Cassel, lui-même issu d'une lignée célèbre, qui a partagé deux films avec elle : « c'est tellement nul de la renvoyer à ses origines... Le désir qu'elle suscite, Léa, elle ne le doit qu'à elle-même : les metteurs en scène, ils n'en ont rien à foutre, qu'elle soit « petite-fille de ». Ridley Scott, il la prend [dans Robin des Bois] parce qu'elle pète l'écran, c'est tout... Ça me saoule, ces conneries, il y a beaucoup de jalousie là-dedans. Mon père (Jean-Pierre Cassel) me disait, et il avait raison : « Si tu fais une carrière internationale, évite d’en parler »,. » Quelques années plus tard, lors d'une remise de prix sur le plateau de l'émission Quotidien, l'actrice se met en scène avec autodérision en référençant les critiques qui lui ont été le plus fréquemment adressées, comme ses origines familiales ou bien ses liens avec Harvey Weinstein.

### Dans les médias

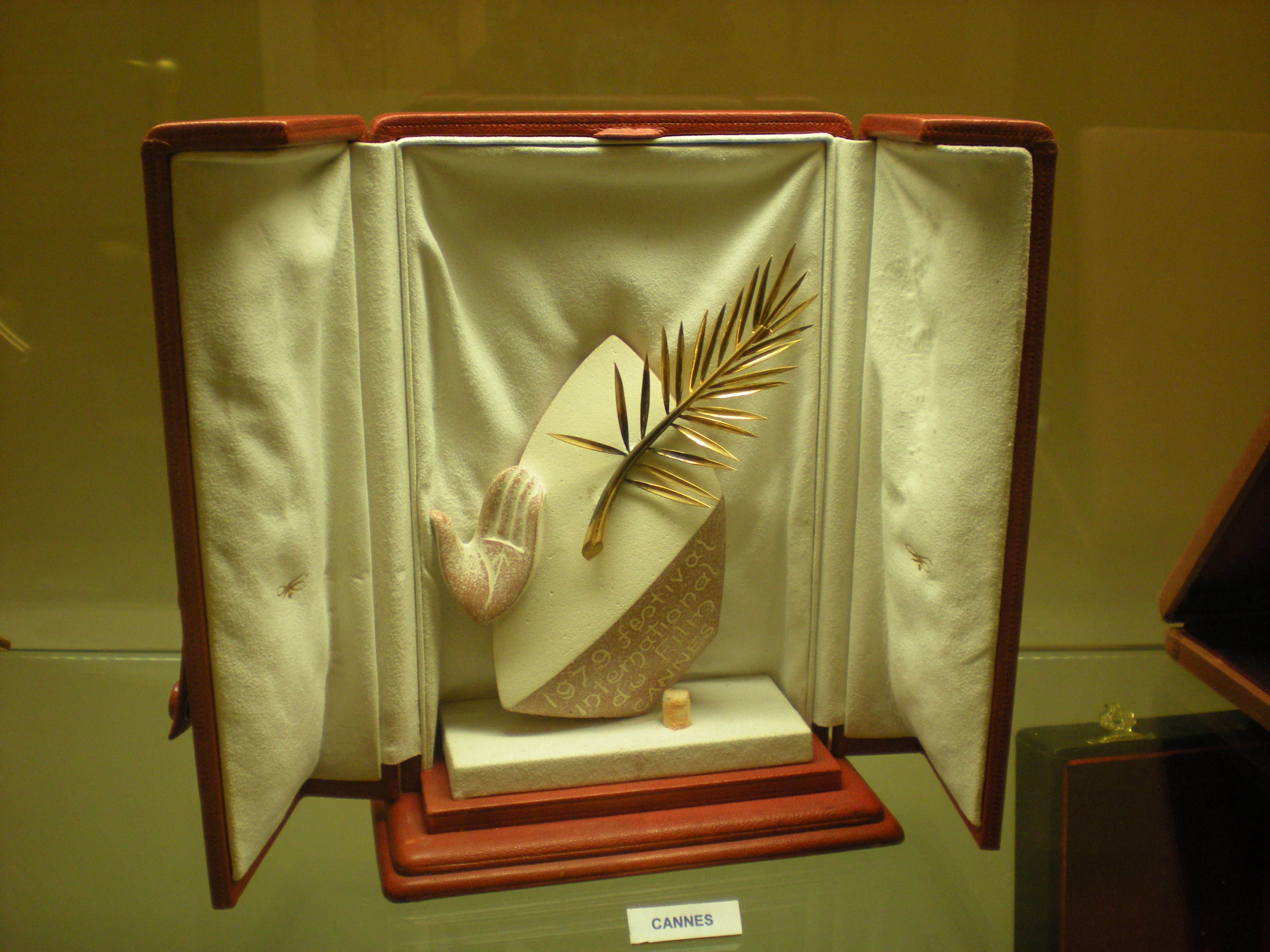
Seule actrice avec Adèle Exarchopoulos à avoir reçu une Palme d'or, Léa Seydoux obtient en seulement une décennie le statut de reine de Cannes auprès des médias.

Actrice française la plus sollicitée de sa génération, Léa Seydoux est souvent comparée à Marion Cotillard, de dix ans son aînée, avec qui elle partage une trajectoire internationale et un succès critique similaires ; Télérama les rapproche d'ailleurs toutes deux en saluant en 2021 les « deux meilleurs produits d’exportation [français]. » Dans le paysage français du cinéma, l'actrice apparaît comme une star discrète, absente de la presse à sensation et des réseaux sociaux, et mal à l'aise en entretiens,. En campagne pour ses films, l'actrice peut désarmer par sa spontanéité et sa tendance à sortir des conventions promotionnelles, par exemple en parlant d'un autre film que celui qu'elle était censée aborder avec un journaliste ou en s'étonnant des moyens marketing mis à la disposition de la promotion d'un film,.
Au cours des années 2010, la carrière de l'actrice devient presque indissociable du prestigieux Festival de Cannes : les magazines d'affaires Le Figaro, The Hollywood Reporter et Deadline relèvent qu'elle est devenue l'une de ses plus grandes habituées, elle qui y présente au moins un film en compétition quasiment chaque année, lequel film remporte souvent l'un des prix en jeu, quand elle n'y est pas elle-même membre du jury ; le fait de figurer dans quatre films sélectionnés au festival en 2021 constituerait d'ailleurs un record. Deadline note en 2021 que depuis sa première invitation au festival, elle a atteint le statut d'« un des exports français les plus appréciés. » L'agence de presse internationale Associated Press se fait l'écho de nombreux médias en résumant en 2022 que Léa Seydoux, qui est devenue à la fois l'un des visages les plus célèbres du cinéma européen et une actrice marquante à chacune de ses excursions hollywoodiennes, « règne sur Cannes ».

### Succès commercial et revenus
En février 2022, son box-office français, tous rôles confondus, totalise 27 392 097 entrées, dont près de 9 millions cumulés pour les deux films James Bond en 2015 et 2021.
Grâce à sa révélation dans La Belle Personne en 2008, Léa Seydoux s'ancre aussitôt dans une génération de jeunes actrices françaises courtisées à Hollywood dans les années 2000, parmi lesquelles Marion Cotillard, Audrey Tautou et Eva Green. D'après Le Figaro, elle s'insère plus globalement dans un groupement d'acteurs français bilingues capables de naviguer aisément dans les studios hollywoodiens. Selon la journaliste Lena Lutaud, « tous font preuve d'une vraie double culture et ont signé avec l'une des quatre célèbres agences (WME, UTA, CAA et ICM) installées le long de Wilshire Boulevard à Beverly Hills » ; ils tirent avantage du regain d'intérêt d'Hollywood pour les talents français au sortir de la grève des scénaristes de 2008, qui a indirectement encouragé les échanges culturels transatlantiques.
Les revenus des acteurs français sont rarement rendus publics et ceux de Seydoux n'échappent pas à la règle, et ce d'autant plus qu'elle joue majoritairement dans des coproductions étrangères. En 2012, Le Figaro apprend que Seydoux a perçu 3 000 dollars pour ses quelques minutes d'apparition dans le film américain Minuit à Paris. En 2014, le magazine économique Capital consacre une enquête sur les revenus de la famille Seydoux, et mentionne au passage que pour La Belle et la Bête, l'actrice a été rémunérée à hauteur de 300 000 euros en plus 2 % de commission sur les recettes, un chiffre qui aurait été négocié antérieurement à sa réception de la Palme d'or en mai 2013 et serait donc d'après le magazine inférieur à la valorisation à laquelle la star pourrait prétendre à l'époque,. En 2021, Challenges estime que la fortune de l'ensemble de la famille de Jérôme Seydoux, le grand-père de l'actrice, avoisinerait 1,3 milliard d'euros et en ferait la 77e famille la plus riche de France.

### Collaboration avec des marques

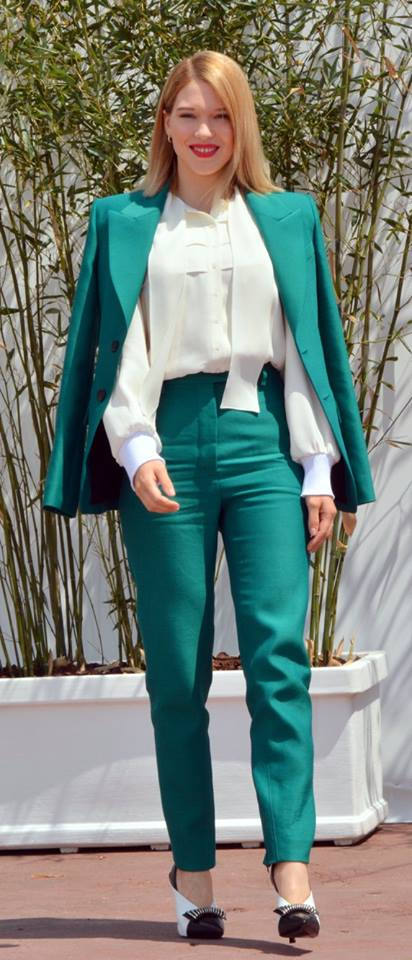
Léa Seydoux est habillée en Louis Vuitton à chacune de ses apparitions au Festival de Cannes en 2018, où elle est membre du jury.

Au début des années 2010, Léa Seydoux est surtout habillée lors de ses sorties publiques par Prada et sa marque-sœur Miu Miu. Elle porte parfois des créations spécialement faites pour elle par les ateliers milanais, comme lors de la tournée mondiale de promotion de 007 Spectre, marathon médiatique propre aux films James Bond et imposant d'assister à des avant-premières dans une dizaine de pays différents.
Léa Seydoux devient l'une des ambassadrices de Louis Vuitton en 2016, et porte dès lors quasiment exclusivement des créations du directeur artistique de la marque, Nicolas Ghesquière, lors des campagnes de promotion et des avant-premières de ses films, ou des cérémonies de récompenses.
Durant la majeure partie des années 2010, l'actrice est conseillée pour ses sorties publiques par sa propre sœur, la styliste Camille Seydoux, dont la carrière a démarré lorsqu'elle l'a habillée pour la cérémonie des César en 2011. Le duo apparaît alors à plusieurs reprises dans les classements des actrices les mieux habillées en France et à l'étranger,,.

## Filmographie
Sauf indication contraire, les informations mentionnées dans cette section peuvent être confirmées par les bases de données cinématographiques IMDb et Allociné,  présentes dans la section « Liens externes ».

### Cinéma

#### Longs métrages

##### Années 2000
- 2006 : Mes copines de Sylvie Ayme : Aurore
- 2007 : Une vieille maîtresse de Catherine Breillat : Olivia
- 2007 : 13 French Street de Jean-Pierre Mocky : Jenny
- 2008 : De la guerre de Bertrand Bonello : Marie
- 2008 : Des poupées et des anges  de Nora Hamdi : Gisèle
- 2008 : La Belle Personne de Christophe Honoré : Junie
- 2009 : Lourdes de Jessica Hausner : Maria
- 2009 : Des illusions de Étienne Faure : la fille du métro
- 2009 : Plein sud de Sébastien Lifshitz : Léa
- 2009 : Inglourious Basterds de Quentin Tarantino : Charlotte Lapadite

##### Années 2010
- 2010 : Robin des Bois (Robin Hood) de Ridley Scott : Isabelle d'Angoulême
- 2010 : Sans laisser de traces de Grégoire Vigneron : Fleur
- 2010 : Belle Épine de Rebecca Zlotowski : Prudence Friedmann
- 2010 : Mystères de Lisbonne de Raoul Ruiz : Blanche de Montfort
- 2011 : Minuit à Paris (Midnight in Paris) de Woody Allen : Gabrielle
- 2011 : Le Roman de ma femme de Jamshed Usmonov : Eve
- 2011 : Mission impossible : Protocole Fantôme (Mission: Impossible – Ghost Protocol) de Brad Bird : Sabine Moreau
- 2012 : Les Adieux à la reine de Benoît Jacquot : Sidonie
- 2012 : L'Enfant d'en haut de Ursula Meier : Louise
- 2013 : La Vie d'Adèle : Chapitres 1 et 2 de Abdellatif Kechiche : Emma
- 2013 : Grand Central de Rebecca Zlotowski : Karole
- 2014 : La Belle et la Bête de Christophe Gans : Belle
- 2014 : The Grand Budapest Hotel de Wes Anderson : Clotilde
- 2014 : Saint Laurent de Bertrand Bonello : Loulou de La Falaise
- 2015 : Journal d'une femme de chambre de Benoît Jacquot : Célestine
- 2015 : The Lobster de Yórgos Lánthimos : la chef des solitaires
- 2015 : 007 Spectre de Sam Mendes : Madeleine Swann
- 2016 : Juste la fin du monde de Xavier Dolan : Suzanne Knipper
- 2018 : Kursk de Thomas Vinterberg : Tanya Kalekov
- 2018 : Zoe de Drake Doremus : Zoe
- 2019 : Roubaix, une lumière d'Arnaud Desplechin : Claude

##### Années 2020
- 2021 : France de Bruno Dumont : France de Meurs
- 2021 : The French Dispatch de Wes Anderson : Simone
- 2021 : Mourir peut attendre (No Time to Die) de Cary Joji Fukunaga : Madeleine Swann
- 2021 : L'Histoire de ma femme d'Ildikó Enyedi : Lizzy
- 2021 : Tromperie d'Arnaud Desplechin : l'amante anglaise
- 2022 : Les Crimes du futur (Crimes of the Future) de David Cronenberg : Caprice
- 2022 : Un beau matin de Mia Hansen-Løve : Sandra
- 2023 : La Bête de Bertrand Bonello : Gabrielle
- 2024 : Dune, deuxième partie de Denis Villeneuve : Dame Margot Fenring
- 2024 : Le Deuxième Acte de Quentin Dupieux : Florence Drucker
- 2026 : L’Inconnue d’Arthur Harari
- En projet : The Thing That Hurts d'Arnaud Desplechin[134]
- En projet : Silent Friend d'Ildikó Enyedi[135]
- En projet : Separate Rooms de Luca Guadagnino[133]
- En projet : Alpha Gang de Nathan Zellner et David Zellner[136]

#### Courts métrages
- 2007 : Jalouse de Matthew Frost
- 2007 : La Consolation de Nicolas Klotz et Élisabeth Perceval (dans le cadre de Talents Cannes) : Camille
- 2010 : Petit Tailleur de Louis Garrel : Marie-Julie
- 2011 : Time Doesn't Stand Still d'Asa Mader et Benjamin Millepied : Elle
- 2023 : Une fois dehors de Malo Welfling : la mère

### Jeux vidéo

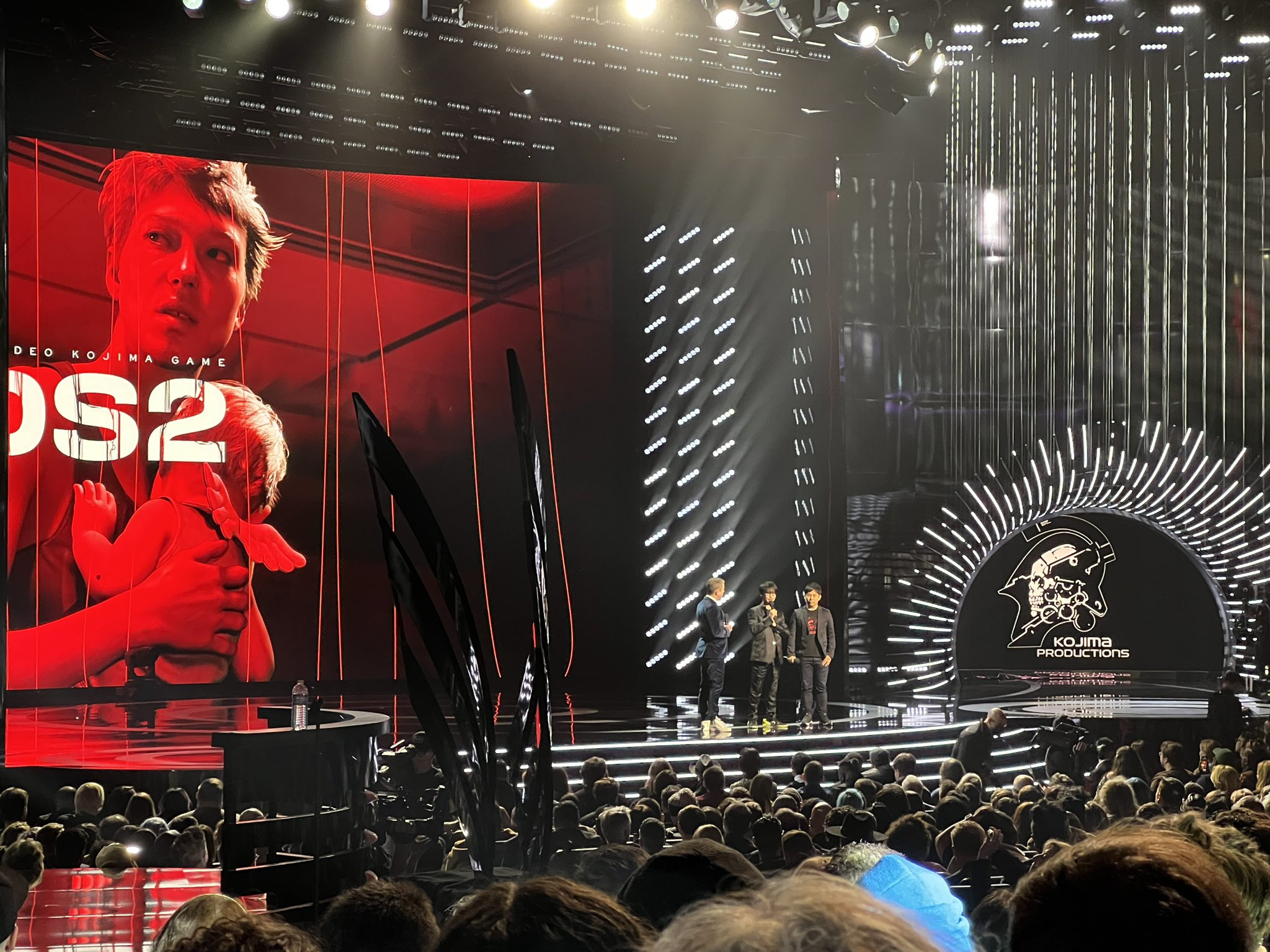
Le personnage interprété par Seydoux, Fragile, apparaît sur la scène des Game Awards 2022 à l'occasion du dévoilement de Death Stranding 2: On the Beach par Hideo Kojima.

- 2019 : Death Stranding d'Hideo Kojima : Fragile[99]
- 2025 : Death Stranding 2: On the Beach d'Hideo Kojima : Fragile[167]

### Télévision

#### Téléfilms
- 2008 : Les Vacances de Clémence de Michel Andrieu : Jackie
- 2011 : Roses à crédit d'Amos Gitaï : Marjoline

#### Séries télévisées
- 2004 : Père et Maire : la lycéenne (saison 1, épisode 8 : Responsabilité parentale)

### Clip
- 2006 : Ne partons pas fâchés (du chanteur Raphael), d'Olivier Dahan : la jeune fille en voiture[25]

### Publicités
- 2007 : Dangerous Liaison, de Ringan Ledwidge pour la marque Levi's[32]
- 2013 : Prada Candy, L'Eau de Wes Anderson et Roman Coppola pour la marque Prada (trois épisodes)[168]
- 2014 : Prada Candy, Florale de Steven Meisel pour la marque Prada[169]
- 2021 : Spell On You de Jean-Baptiste Mondino pour la marque Louis Vuitton[170]

### Doublage
Outre les doublages cités ci-dessous, Léa Seydoux se double elle-même pour la plupart des versions francophones de ses films tournés en langue anglaise.
- 2018 : Sphères d'Eliza McNitt : l'une des narratrices (version française)[103]
- 2018 : L'Île aux chiens (Isle of Dogs) de Wes Anderson : Noix de muscade (version française)[94]

## Distinctions

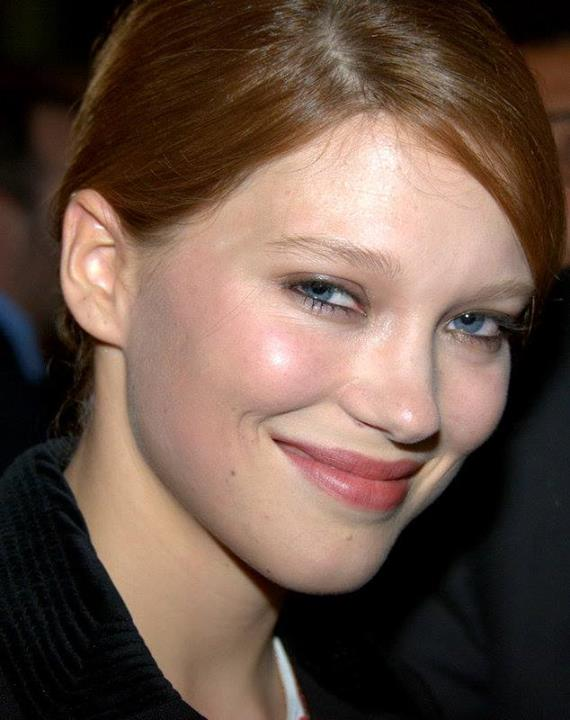
Léa Seydoux à la 19e cérémonie des Lumières, lors de laquelle elle reçoit le prix Lumière de la meilleure actrice 2013 conjointement pour Grand Central et La Vie d'Adèle.

Léa Seydoux reçoit plusieurs récompenses ou nominations majeures dans sa carrière, dont l'une est historique : la Palme d'or attribuée en 2013 à La Vie d'Adèle, qu'elle partage avec Abdellatif Kechiche et Adèle Exarchopoulos. Le jury du Festival de Cannes, présidé par Steven Spielberg, obtient une dérogation spéciale pour remettre la récompense non seulement au film (et par extension à son réalisateur, comme c'est la tradition) mais aussi, pour la première fois dans l'histoire du festival, à ses deux actrices principales. De fait, les deux Françaises rejoignent la très courte liste des femmes récipiendaires d'une Palme d'or, aux côtés de Jane Campion qui avait été lauréate pour La Leçon de piano en 1993.
En 2022, elle cumule cinq nominations aux César, la plus prestigieuse récompense du cinéma français, sans jamais remporter le prix : meilleur espoir féminin en 2009 pour La Belle Personne et en 2011 pour Belle Épine, puis meilleure actrice en 2013 pour Les Adieux à la reine, en 2014 pour La Vie d'Adèle et en 2022 pour France. Elle est aussi nommée en 2020 aux BAFTA du jeu vidéo pour son rôle tourné en capture de mouvement dans le jeu Death Stranding.
Au début de sa carrière, Léa Seydoux est également distinguée à plusieurs reprises par des prix visant à mettre en avant des talents prometteurs : elle est ainsi lauréate du trophée international Chopard au Festival de Cannes en mai 2009 et elle fait partie des nommés au BAFTA Rising Star Award (« étoile montante ») britannique en 2014.
En 2016, elle est décorée de l'ordre des Arts et des Lettres au grade de chevalière, et en 2022, nommée chevalière de l'ordre national du mérite.